# Chapelle Saint-Christophe-et-Saint-Jacques d'Auvillers
La chapelle Saint-Christophe-et-Saint-Jacques d'Auvillers est une ancienne église catholique paroissiale, située au hameau d'Auvillers de la commune de Neuilly-sous-Clermont, dans l'Oise, en France. Elle fut dégradée au rang de chapelle lors de la suppression de la commune d'Auvillers, en 1825, et est aujourd'hui rattachée à la paroisse Saint-Martin du Liancourtois. Une messe annuelle y est célébrée à l'occasion de la fête patronale de Saint-Christophe, au début du mois de septembre. Le reste du temps, l'église est utilisée pour des célébrations particulières, notamment des mariages. C'est l'un des rares édifices qui conserve encore le plan très simple de la plupart des églises romanes du Beauvaisis, soit une nef unique non voûtée ; un clocher dont la base constitue en même temps la première travée du chœur liturgique ; et une deuxième travée de chœur, qui se termine en l'occurrence par un chevet plat. La nef, réaménagée au XIXe siècle, et le clocher, remontent à la fin XIe ou au début du XIIe siècle. La deuxième travée de chœur a été reconstruite dans le style gothique primitif pendant la seconde moitié du XIIe siècle. Elle a traversé les siècles sans aucune modification notable, et constitue la partie la plus intéressante dans l'intérieur de la chapelle. À l'extérieur, c'est surtout le clocher archaïque avec ses baies flanquées de colonnettes à chapiteaux et sa pyramide de pierre qui est remarquable, bien que la plupart des baies soient aujourd'hui bouchées.

## Localisation
La chapelle Saint-Christophe-et-Saint-Jacques d'Auvillers est située en France, en région Hauts-de-France et dans le département de l'Oise, à proximité de Clermont, sur la commune de Neuilly-sous-Clermont, au hameau d'Auvillers, sur la route de Mello à Clermont (RD 110), à l'est du carrefour central du village. La façade occidentale de la chapelle regarde vers la petite place. Un petit cimetière, clos par un muret vers l'ouest et vers le nord, entoure la chapelle. Il était destiné aux défunts d'Auvillers et de la partie du hameau de Lierval qui dépend Neuilly (la majeure partie du hameau appartenant à Breuil-le-Vert). Ne restent aujourd'hui que les concessions à perpétuité. Au nord, une impasse donnant accès au domaine du château borde le muret du cimetière, et permet d'apercevoir l'élévation septentrionale de la chapelle. À l'est et au sud, le cimetière est assez étroit, et délimité par des bâtiments agricoles, qui ne permettent pas de contempler le chevet et l'élévation méridionale en prenant du recul.

## Historique

### Le contexte et la datation

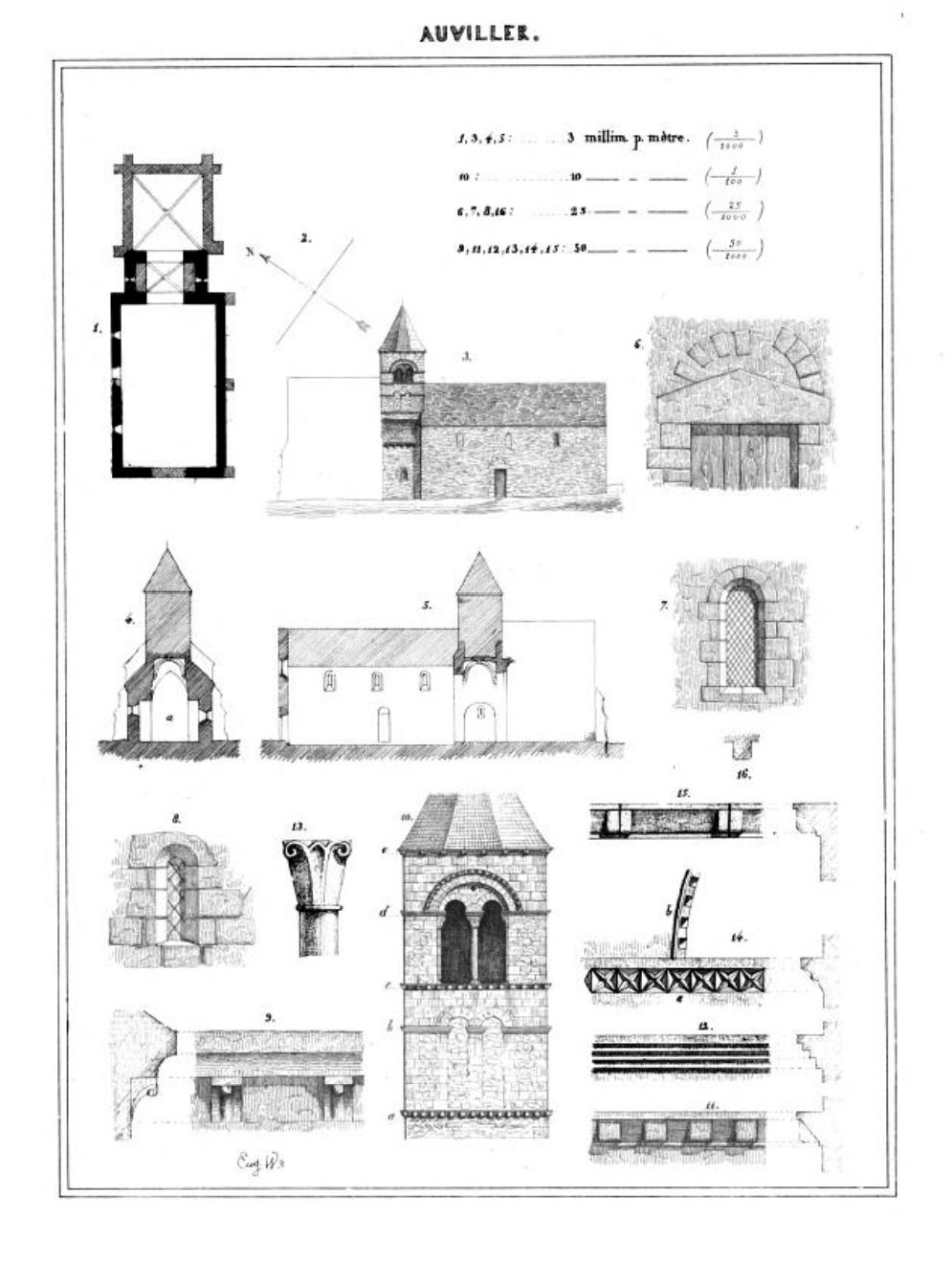
Relevés par Eugène Woillez.

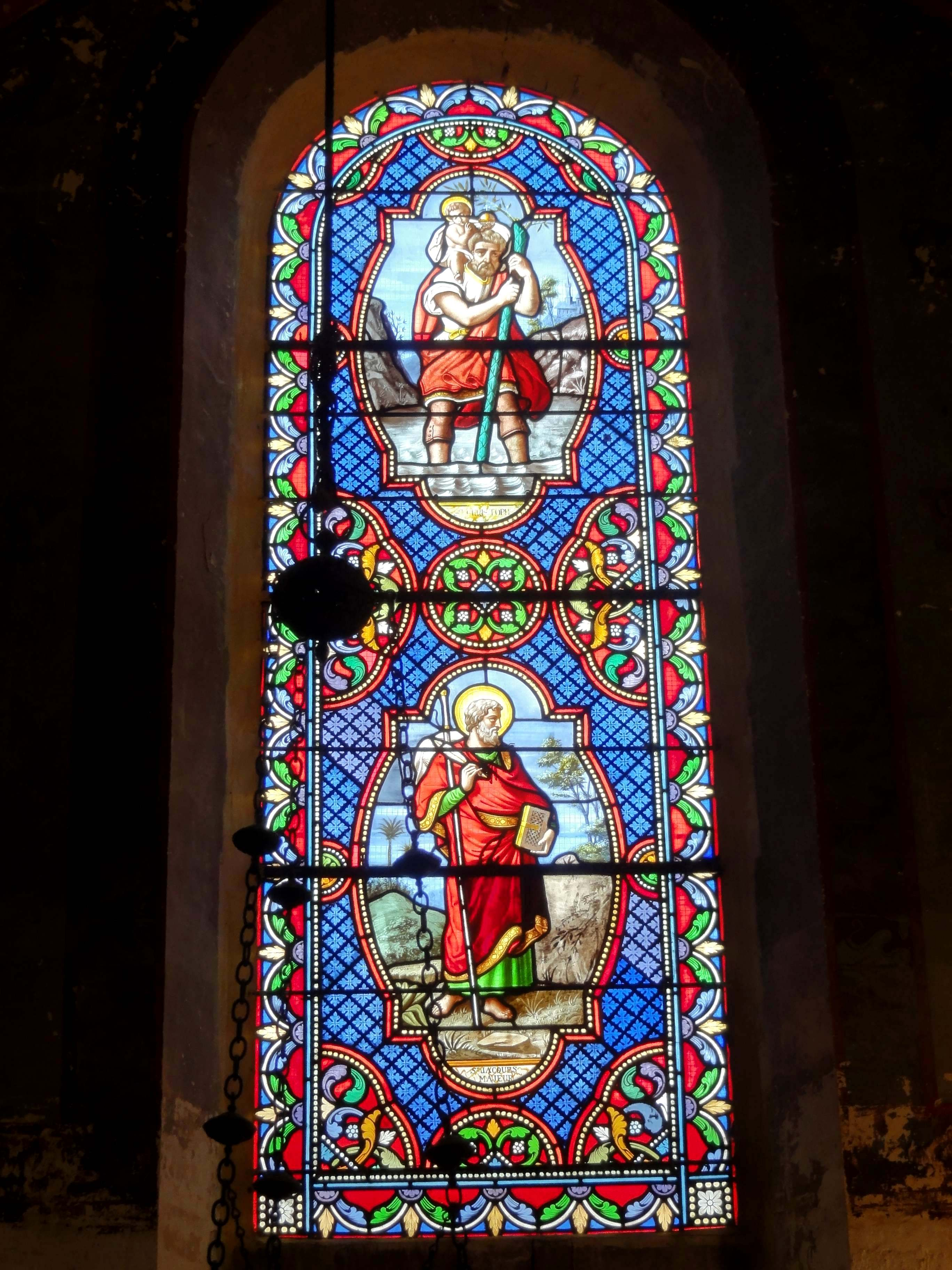
Vitrail néo-gothique du chevet : saint Christophe et saint Jacques.

Sous l'Ancien Régime, Auvillers est une paroisse du doyenné et de l'archidiaconé de Clermont, dans le diocèse de Beauvais. Pendant les derniers siècles, le collateur de la cure est l'abbaye Saint-Lucien de Beauvais. L'église est dédiée à saint Christophe ; son second patron est saint Jacques le Majeur. La partie la plus ancienne de l'édifice est le clocher. Eugène Woillez le considère comme l'un des derniers représentants du style roman primitif dans le Beauvaisis, avec le « clocher-arcade » de La Rue-Saint-Pierre, le clocher-porche d'Estrées-Saint-Denis, et le clocher central de Catenoy. Dans les anciens diocèses de Soissons et de Senlis, on peut également citer les tours de chevet de Morienval, Rhuis, Saint-Aignan de Senlis, et la tour nord de Saint-Pierre de Senlis. Eugène Müller considère aussi le clocher d'Auvillers comme une œuvre du XIe siècle, sans préciser la fourchette de datation. Grâce à l'étude exhaustive des monuments romans du département par Dominique Vermand, l'on sait maintenant que les chapiteaux sculptés ne (ré)apparaissent dans la région qu'au dernier quart du XIe siècle, et que le style roman y fait son entrée très tardivement. Le clocher d'Auvillers possédant justement des chapiteaux sculptés, on ne peut pas le faire remonter avant 1080 environ. Eugène Lefèvre-Pontalis, qui a également étudié de façon assez exhaustive les monuments de la région, est le seul auteur qui considère le clocher comme beaucoup plus jeune, et le situe au premier quart du XIIe siècle. Le motif pourrait être le fort évasement extérieur des deux baies du rez-de-chaussée. Jusqu'au début du XIIe siècle, les fenêtres sont en principe à simple ébrasement (elles ne sont ébrasées qu'à l'intérieur). Non résolue est la question de la flèche. C'est une pyramide à la base, qui transite ensuite vers un plan octogonal. Ce type de couronnement est unique dans la région. Louis Gonse estime qu'il s'agit de l'un des deux plus anciens toits de pierre dans la région, avec Rhuis. Eugène Woillez semble mal à l'aise avec la flèche, et ne la mentionne même pas. Eugène Lefèvre-Pontalis situe vers 1130 l'apparition des flèches octogonales cantonnées de pyramidons.
Un autre problème est soulevé par la voûte d'ogives de la base du clocher. Eugène Woillez pense être confronté à la plus ancienne voûte d'ogives de l'Oise. Dominique Vermand ne la retient pas explicitement pour son inventaire des voûtes d'ogives romanes du département, mais répertorie néanmoins le profil de ses ogives. Il est purement fonctionnel, et se résume à des claveaux aux arêtes chanfreinées. Des voûtes analogues considérées comme romanes, soit antérieures à 1150, existent à Beaumont-sur-Oise, Saint-Étienne de Beauvais, Cauffry, Fitz-James et Foulangues. Or, le voûtement d'ogives ne fait son apparition dans le Beauvaisis que vers 1105 / 1110 au plus tôt, à l'abbaye Saint-Lucien de Beauvais (sous réserve), à Acy-en-Multien, et à l'église Saint-Étienne de Beauvais. Il faut donc considérer la voûte comme secondaire, ou bien se joindre à la datation plus tardive du clocher suggérée par Eugène Lefèvre-Pontalis. Dans ce cas, le lien hiérarchique de l'église d'Auvillers avec l'abbaye Saint-Lucien pourrait expliquer la diffusion rapide d'une nouvelle technique de construction dans un village aussi insignifiant. — La nef devrait être à peu près contemporaine du clocher. Eugène Woillez prend soin de préciser que seul le mur septentrional n'a pas été radicalement remanié. On y voit trois petites fenêtres en plein cintre à double ébrasement, dont l'archivolte est appareillée, et non plus monolithique. Ce constat va dans le sens d'une datation du premier quart du XIIe siècle au plus tôt. Nettement plus tardives sont les deux arcades en tiers-point qui font communiquer la base du clocher avec la nef et la deuxième travée du chœur. Elles doivent être issues d'une reprise en sous-œuvre, car l'arc brisé n'est pas connu dans la région avant le second quart du XIIe siècle. L'arcade orientale est décorée de la même manière que les bases des colonnettes du chœur. Reste à aborder la question de la datation du chœur. Eugène Woillez le considère comme gothique, et donc postérieur au milieu du XIIe siècle. En même temps, la baie en plein cintre du chevet n'autorise a priori pas une date postérieur au début du XIIIe siècle, alors que le larmier qui court à la limite des allèges n'apparaît, en général, que quelques années plus tard. L'attention d'Eugène Müller est surtout attirée par les bases et socles des colonnettes, qui n'ont pas leur pareil dans la région, et que l'on pourrait considérer comme néo-romans si cet auteur ne les avait pas déjà observés en 1892. Il les considère comme l'expression d'un style « roman très soigné et fort imité de l'antique ».

### La chapelle auXIXesiècleet la découverte de la «Madone d'Auvillers»

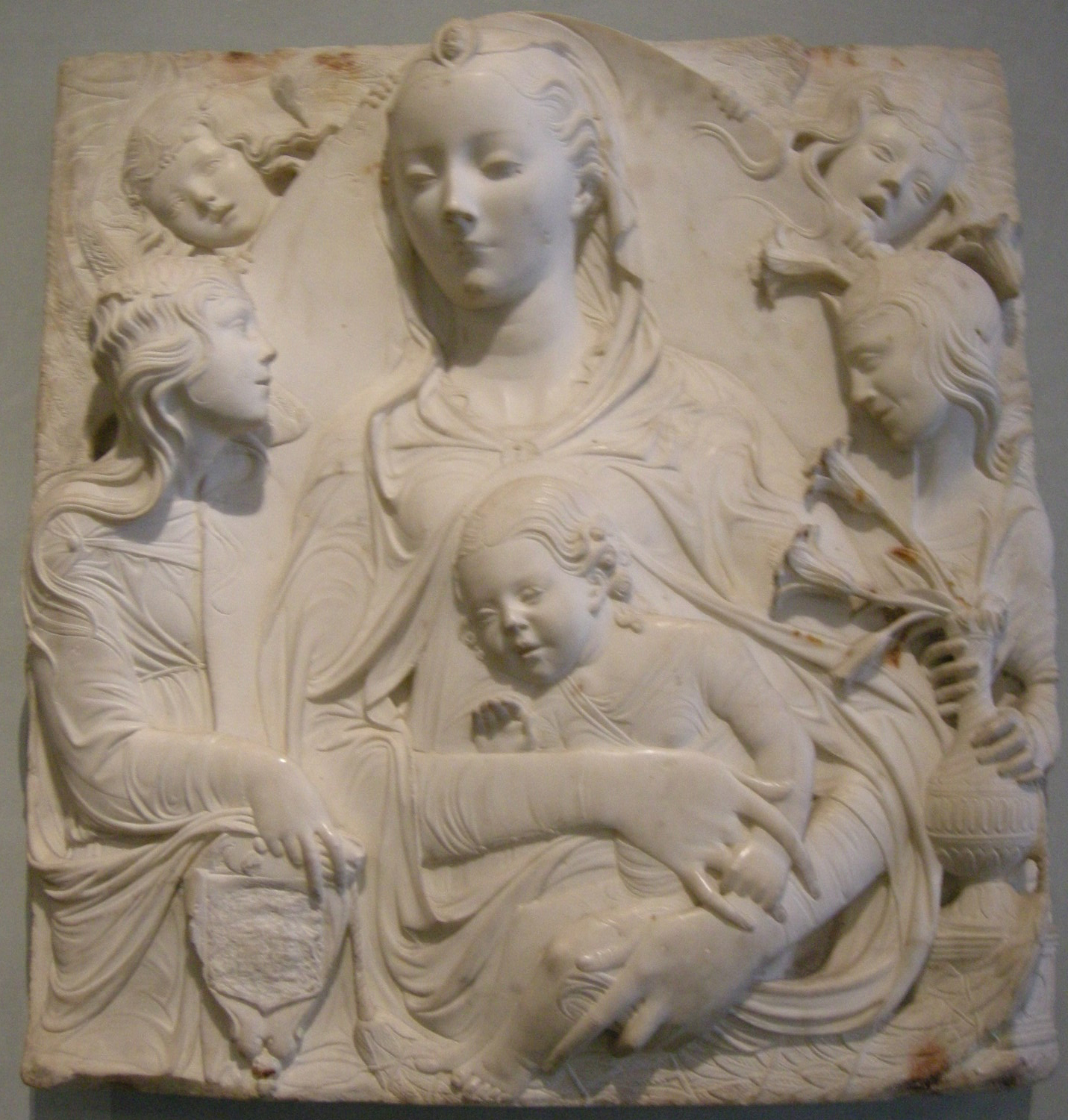
La Madone d'Auvillers.

Le dernier curé d'Auvillers meurt le 12 octobre 1793. C'est quelques semaines après que le culte catholique est interdit partout en France. En 1803, un ouragan endommage les toitures et vitrages. Sans doute quelques années plus tard, Robert-Louis de Bonnières de Wierre, propriétaire du château voisin, offre à l'église, ou y met en dépôt, un bas-relief en marbre blanc, qui aurait été rapporté d'Italie par le grand-père de son épouse, le général Claude Ignace François Michaud. L'œuvre est attribuée à Agostino di Duccio (1418 – vers 1481) par Louis Courajod, et est connue comme la Madone d'Auvillers depuis son entrée aux collections du musée du Louvre, en 1903. En 1907, le chanoine Marsaux écrit : « Les habitants d'Auvillers appréciaient-ils le trésor qu'ils avaient sous les yeux ? Sans leur faire injure, il est permis d'en douter. Toujours est-il que, pendant nombre d'années, nul ne parlait de la Madone d'Auvillers ». Mais bien avant que la madone ne connaisse la célébrité, et qu'avec elle, le nom d'Auvillers fasse le tour de la presse spécialisée, l'intérieur de la chapelle subit un remaniement néo-roman très important, que lʼAssociation pour la restauration de la chapelle d'Auvillers passe sous silence dans sa description de l'église. Ce remaniement porte sur l'installation d'arcatures plaquées, d'un confessionnal en pierre, et de deux autels avec retables dans la nef, dont Eugène Woillez précise bien qu'elle est « absolumment nue à l'intérieur », et qu'elle ne présente rien à noter que son plafond de bois. En plus, tout l'intérieur est affublé d'une polychromie architecturale, discrète dans la nef mais aux teintes criardes dans le chœur, probablement conçue par le décorateur et architecte Philippe Bruslé, de Senlis (chapelle de la Vierge de la cathedrale de Senlis, Chamant, Mont-l'Évêque, Nointel, Saint-Vincent de Senlis, etc.). On peut situer la restauration entre la parution de la dernière livraison de l'ouvrage de Woillez, en 1849, et le décès de Bruslé, en 1877.
Louis Courajod raconte les circonstances dans lesquelles son confrère Louis Gonse visite la chapelle d'Auvillers et découvre la madone. Il prépare, au début des années 1890, son grand ouvrage sur l'art gothique, et sillonne les environs de Clermont à la recherche d'édifices précurseurs du XIe siècle. « Malgré une apparence assez misérable, l'église toujours fermée d'un hameau de trente habitants piqua un jour sa consciencieuse curiosité. Il voulut y examiner la base du clocher, et, à la fin d'une grande tournée archéologique, pénétrant dans la rustique chapelle, il fut aussi surpris qu'ému de rencontrer ce qu'il ne cherchait pas à ce moment, une sculpture d'un grand caractère et d'une étrange saveur exotique ». Bien que ce ne soit pas le sujet de son article, Courajod renseigne aussi sur la place que la chapelle occupe en cette fin du XIXe siècle dans la vie des habitants : « L'église d'Auvillers ne s'ouvre régulièrement que tous les quinze jours, tout au plus et pendant quelques instants, quand le desservant de Neuilly-sous-Clermont vient, le dimanche, y biner, c'est-à-dire, y célébrer une seconde fois la messe, ou quand une cérémonie de baptême, de mariage ou d'enterrement rassemble dans ses murs les rares habitants de la paroisse. Je ne conseille donc pas aux touristes de Clermont, aux amateurs de Beauvais, aux amis des arts du département de l'Oise d'aller inopinément frapper à la porte de la chapelle dans l'intervalle des cérémonies, dont il n'est pas facile de prévoir la date. Ils s'exposeraient à la disgrâce que nous avons subie et qui consiste en quelques longues heures de méditation forcée dans un cimetière abandonné, en attendant une clef introuvable ». Comme le relate le chanoine Marsaux, des négociations sont entreprises en 1903 entre le gouvernement, la commune et Robert de Bonnières, dont les parents avaient mis à disposition la précieuse sculpture. Les intéressés conviennent de céder la madone à l'État, qui, en contrepartie, remet à la commune une copie et deux bons du Trésor, incessibles et insaisissables, dont les intérêts doivent être employés à des « œuvres d'utilité communale et de charité », pour le premier, et « pour les besoins religieux, notamment à Auvillers », pour le second. Aussitôt, l'œuvre prend le chemin de Paris, et est exposée au département des sculptures (galerie Donatello, salle 1). La copie est encastrée dans le mur oriental de la nef, à gauche de l'arc triomphal, et se trouve aujourd'hui en mauvais état. Pour une description de l'original, on pourra utilement consulter l'article d'André Michel (voir dans la bibliographie).

### La restauration de la chapelle depuis leXXesiècle
En 1903, l'évêché apprenant la vente de la Madone sans avoir été prévenu, interdit la chapelle au culte pour la durée d'un an et demi. Il paraît que la famille de Bonnière essaie de restaurer la chapelle, mais ce projet reste apparemment lettre morte, et  Robert de Bonnières meurt le 7 avril 1905. Les archives de la mairie font état d'une réfection des toitures en 1922. Ensuite, rien n'est entrepris jusqu'en 1967, quand la municipalité engage la somme de 26 990 francs pour des travaux sur la toiture. Au cours des années 1980, l'on cesse de célébrer la messe annuelle de la Saint-Christophe, et la chapelle est officieusement fermée au culte. Le 12 mars 1997, une dizaine d'habitants créent l'Association pour la restauration de la chapelle d'Auvillers, placée sous la présidence de Marc Payelleville. Ils espèrent ainsi pouvoir redonner vie à la chapelle. Dès septembre de la même année, la tradition de la messe de la Saint-Christophe est reprise, et elle a désormais lieu le premier ou deuxième samedi de septembre de chaque année. Occasionnellement, des concerts et expositions sont organisées dans la chapelle, afin de récolter des fonds pour sa restauration. Les premiers travaux peuvent être entrepris en juin 1999. Ils sont subventionnés par l'association La Sauvegarde de l'art français et le conseil général, et portent sur le muret du cimetière, le soubassement du clocher et le pignon du chevet. En 2004, suivent la réparation des toitures et le remplacement des gouttières, avec le concours du conseil général. En 2005, la mairie prend seule en charge l'achat d'une nouvelle porte. En 2007, les vitraux sont réparés et protégés par des grillages. La facture de 15 813,58 € est partagée entre le sénateur Philippe Marini, le Crédit agricole et la commune. Enfin, une grille en fer forgé est installée devant le portail occidental, afin de pouvoir aérer l'église et lutter contre l'humidité. Depuis 2014 seulement, la célébration des mariages a repris. Les nouveaux maris effectuent habituellement un don à l'association, et le curé lui fait don des recettes de la quête. Le rejointoiement des murs et la lutte contre les fissures, qui tendent à s'amplifier, sont maintenant les priorités. L'association envisage également la remise en état de la polychromie architecturale, qui a mal vieilli.

## Description

### Aperçu général
Orientée un peu irrégulièrement, avec une nette déviation de l'axe vers le nord-est du côté du chevet, l'église répond à un plan symétrique simple, sans bas-côtés ni transept. Elle se compose d'une nef unique à charpente apparente, sans subdivision en travées ; d'une base de clocher flanquée de deux niches au nord et au sud, et tenant lieu de première travée du chœur ; et d'une seconde travée de chœur, qui est plus spacieuse. Les deux travées du chœur sont voûtées d'ogives. La nef mesure 12,25 m de longueur et 6,80 m de largeur dans-œuvre. Le clocher central mesure 11,00 m de hauteur à la corniche du dernier étage. Il n'y a pas, ou plus, de sacristie, et les combles et le clocher ne sont accessibles que par une échelle. L'église possède actuellement trois portes : le portail occidental de la nef ; le portail latéral au milieu du mur gouttereau nord de la nef ; et une petite porte au sud de la seconde travée du chœur. Nef et chœur sont munis de toitures à deux rampants, avec des pignons à l'ouest et à l'est. Le clocher est coiffé d'une pyramide de pierre, qui transite successivement vers un plan octogonal.

### Extérieur

#### Nef

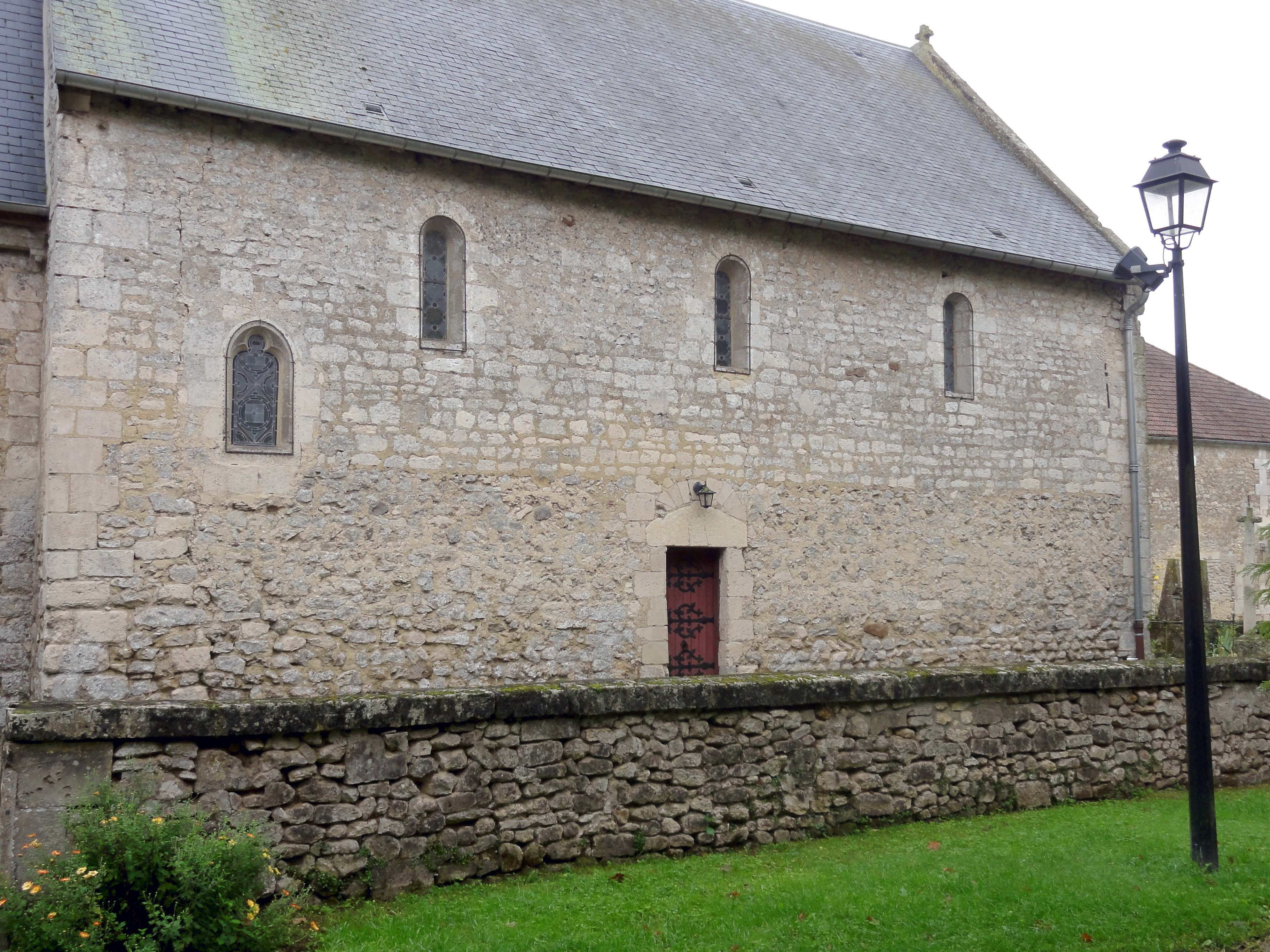
Nef, élévation nord.

À l'instar de Ménévillers, Merlemont, Omerville, Reilly, etc., la nef unique d'Auvillers n'a jamais été munie de bas-côtés. Le plan primitif s'appliquant à la plupart des églises rurales du Vexin français et du Beauvaisis, prévoyant une nef non voûtée, un clocher dont la base forme la première travée du chœur, et une deuxième travée de chœur, s'est conservé. S'agissant d'une nef-grange conçue pour ne pas être voûtée, les contreforts font primitivement défaut. L'on constate seulement des chaînages en pierre de taille aux angles. Comme c'est là règle à la période romane, le reste des murs est appareillé en moellons irréguliers. Le portail occidental est en cintre surbaissé, et entouré d'un tore dégagé, sans tailloirs, ni chapiteaux. La clé d'arc est ornée d'un écusson vierge. Les claveaux de l'archivolte sont surmontés d'un bandeau torique, qui se poursuit latéralement sur une courte section au niveau des impostes, et d'une accolade prenant appui sur ce bandeau. Elle est amortie par une console, qui supportait jadis une statuette en pierre. Ce portail évoque un style gothique flamboyant rustique et en déclin, et ne devrait pas être beaucoup antérieur au milieu du XVIe siècle. La fenêtre haute, en tiers-point et sans remplage, doit dater de la période gothique. Elle empiète sur le pignon. Au sommet de la fenêtre, et non à la base du pignon, le mur se retraite par un fruit. Le pignon est sommé d'une croix en antéfixe toute simple.
Le petit portail latéral au nord de la nef possède un linteau en bâtière sous un arc de décharge en plein cintre. L'association de ces deux éléments peut paraître illogique, car ils ont tous les deux la même vocation de faire diverger les poussées sur les piédroits. Selon Dominique Vermand, cette disposition est toutefois assez fréquente, et se trouve aussi à Le Fay-Saint-Quentin, Frocourt, Rémérangles, Saint-Leu-d'Esserent (revers du narthex), etc. Le mur septentrional, sans soubassement, ni couronnement, conserve son caractère d'origine. Quelques sections en opus spicatum existent en bas. Eugène Woillez note que l'appareil se compose de moellons bruts rangés sans ordre particulier, mais ce n'est pas tout à fait vrai pour la partie comprise entre l'arc de décharge du portail et les fenêtres. Ici, les moellons sont généralement plus gros et plus réguliers, et ont été sommairement retaillés. Le pourtour des trois fenêtres romanes est en pierre de taille. Comme déjà signalé, elles possèdent un ébrasement extérieur, et leurs archivoltes sont formées par cinq claveaux inégaux. Du temps d'Eugène Woillez, la deuxième et la troisième fenêtre étaient bouchées. Une quatrième fenêtre, située plus bas que les autres, a été percée à la période flamboyante. Elle possède un remplage simple sous la forme d'une tête trilobée. Au sud, l'on trouve trois baies en plein cintre semblables à leurs homologues au nord, mais il devrait s'agir d'une reconstitution, puisque Woilliez évoque un remaniement radical. Il fait peut-être allusion aux contreforts qui ont été ajoutés, assez curieusement en dessous des fenêtres. L'on note par ailleurs une petite porte rectangulaire bouchée. Dans le contexte de la réfection du dallage du sol, une pierre tombale à effigies gravées jadis placée devant l'autel de la Vierge a été sortie de l'église, et redressée contre le mur méridional. Elle représente deux époux en costume du XVe ou du XVIe siècle. Il semble s'agir de Messire d'Erquinvillier et de damoiselle Marthe Alleaume, sa femme, dame de Rouilly-en-Brye.

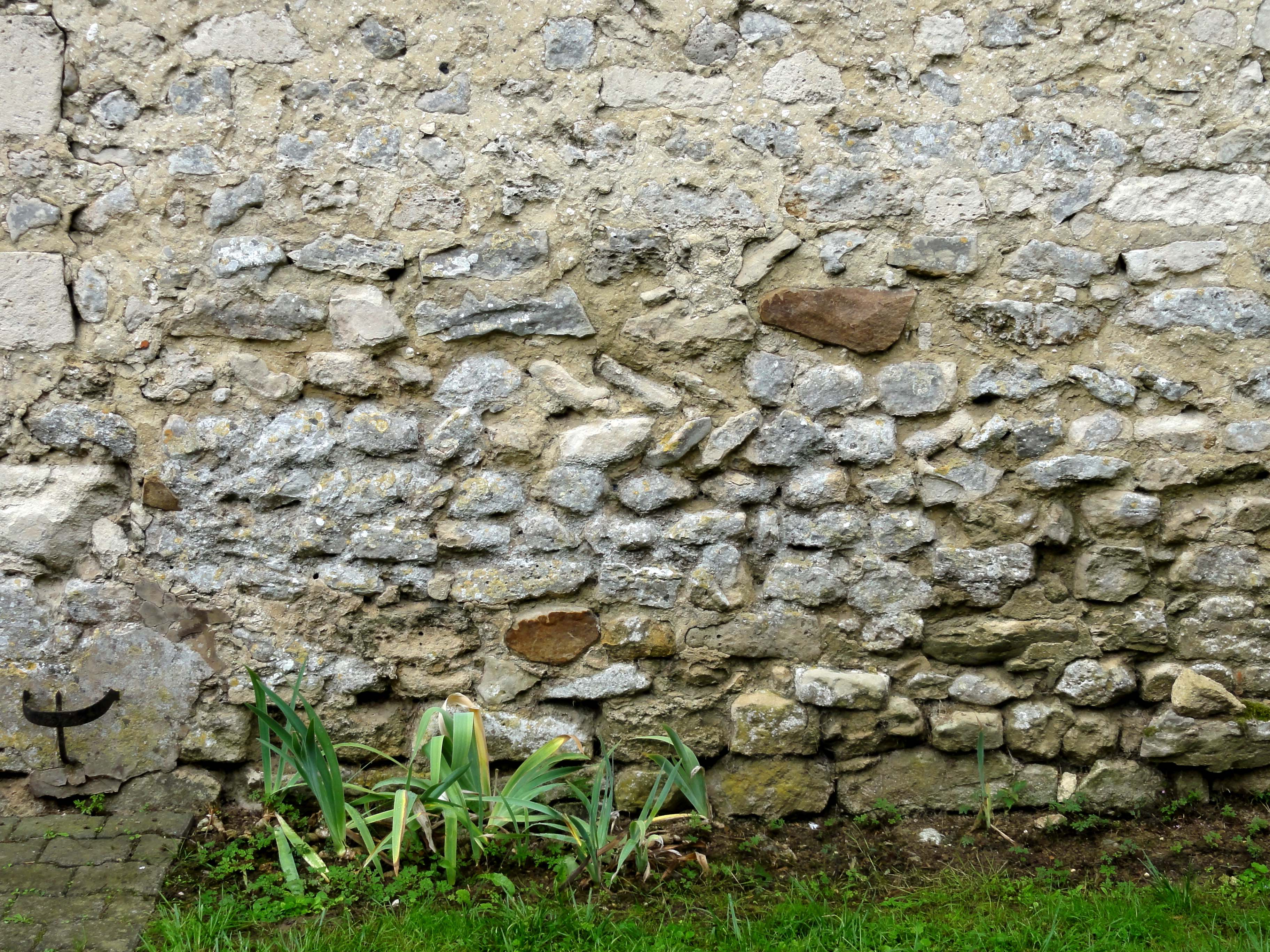
Appareil du mur nord.
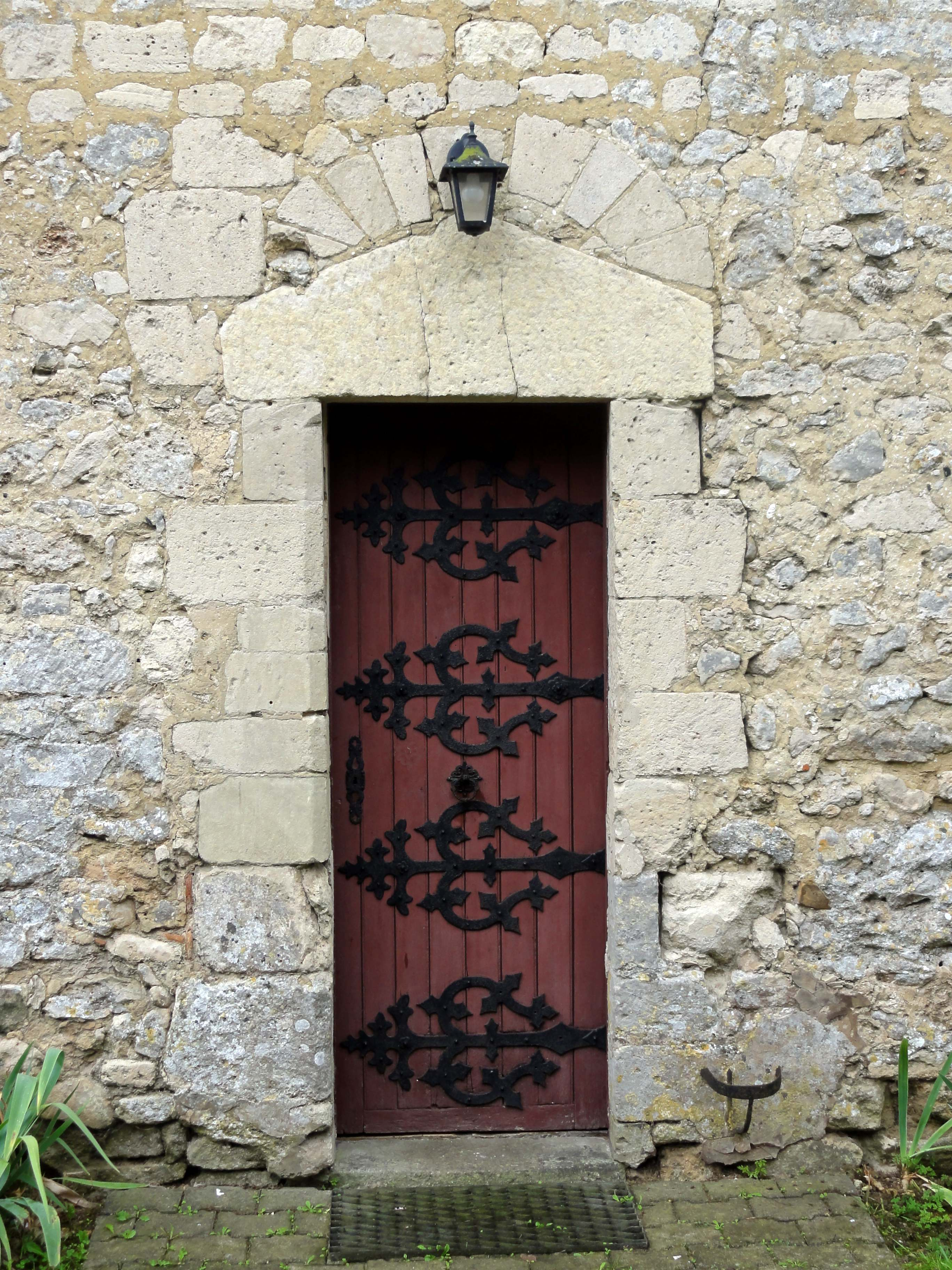
Portail latéral nord.
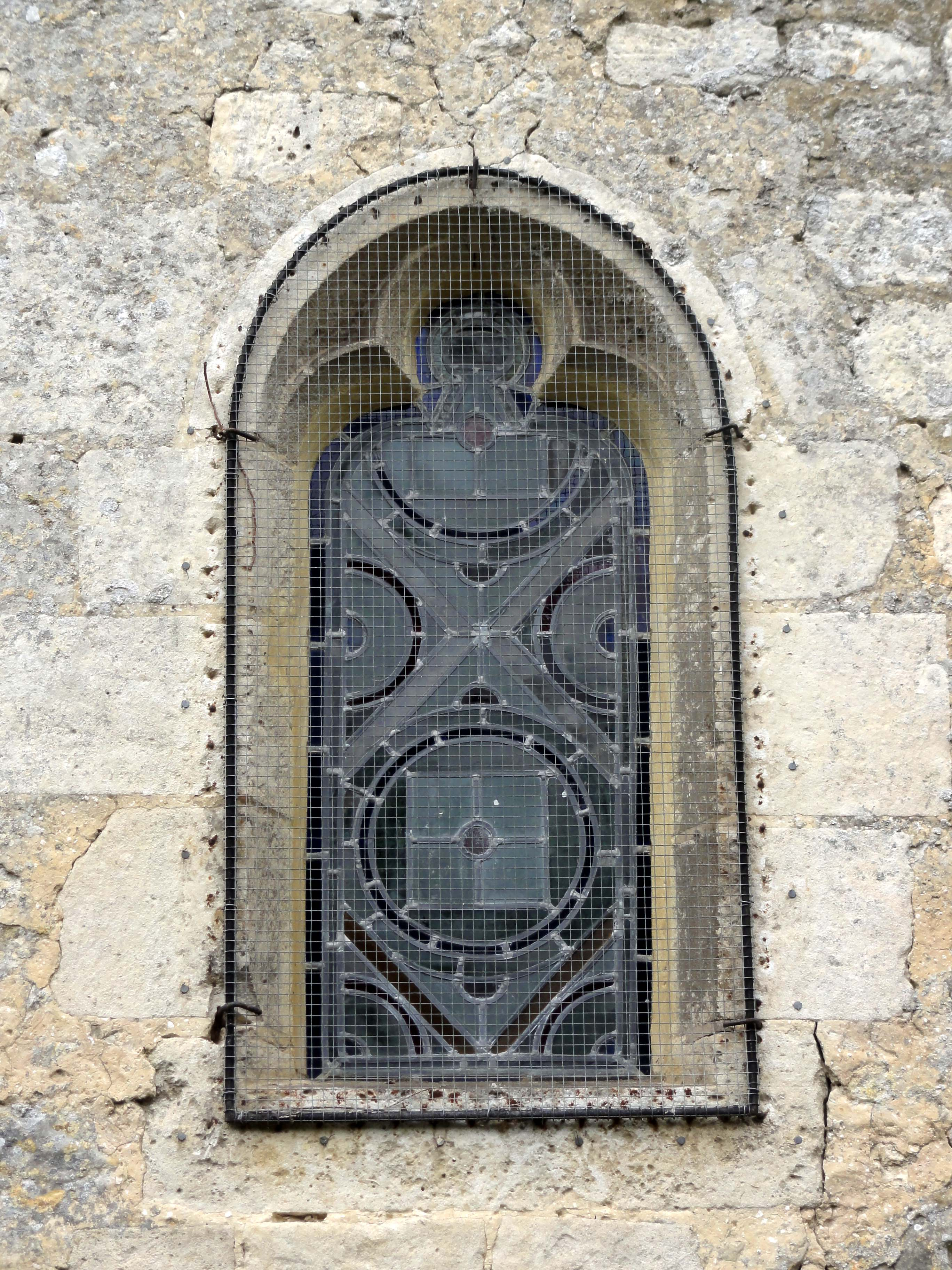
Fenêtre flamboyante.
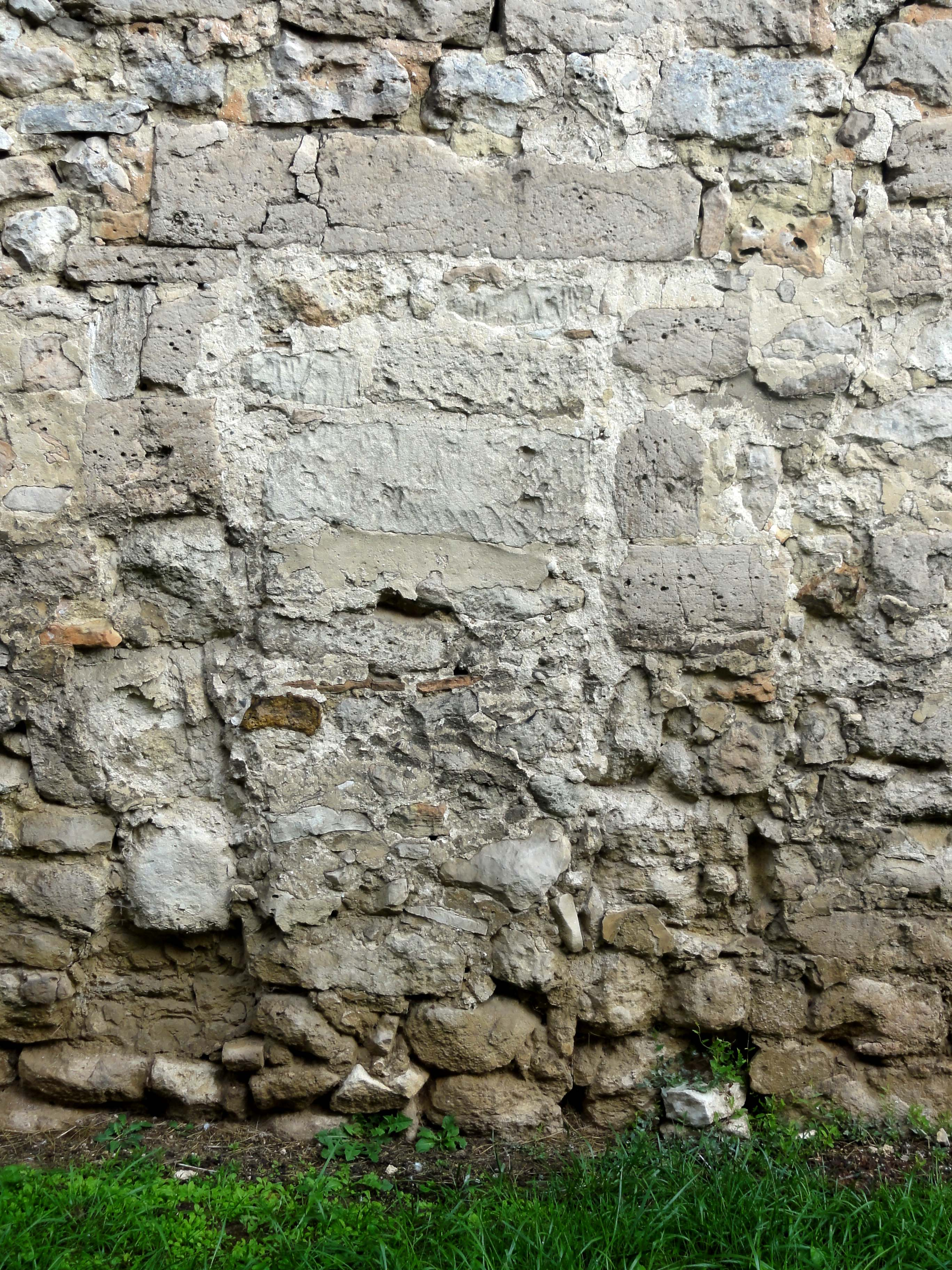
Porte bouchée au sud.
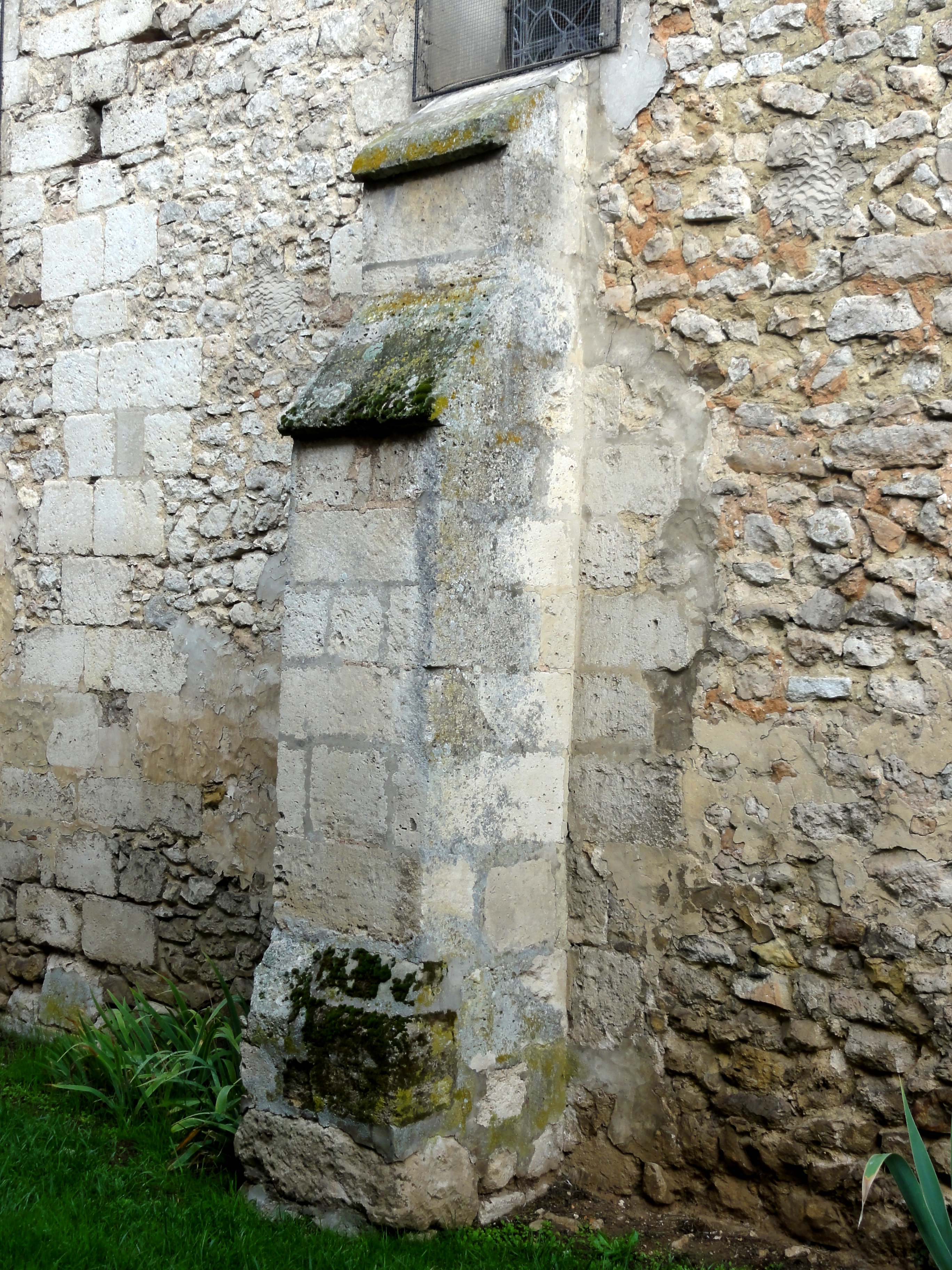
Contrefort au sud.
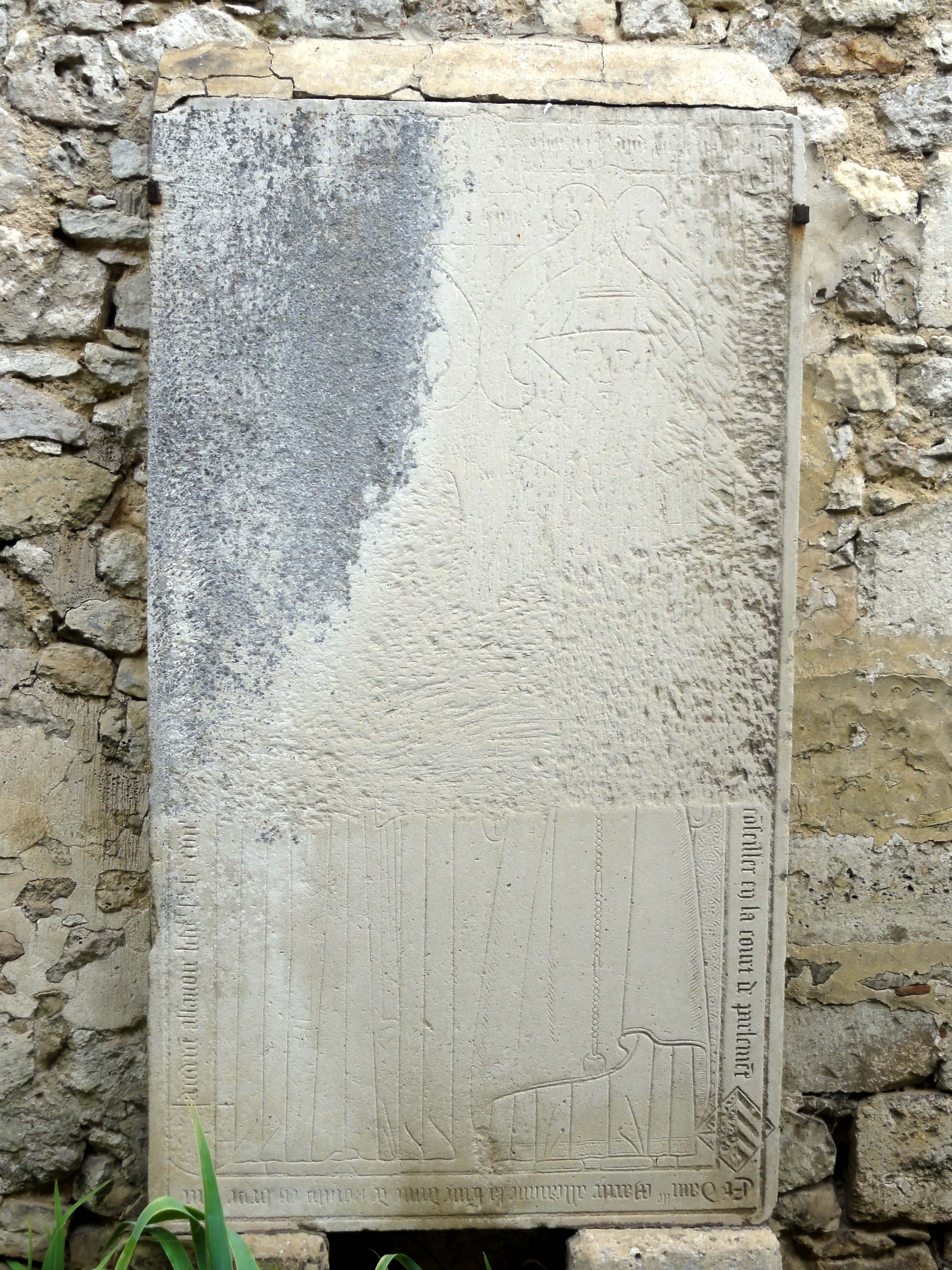
Dalle funéraire.

#### Clocher

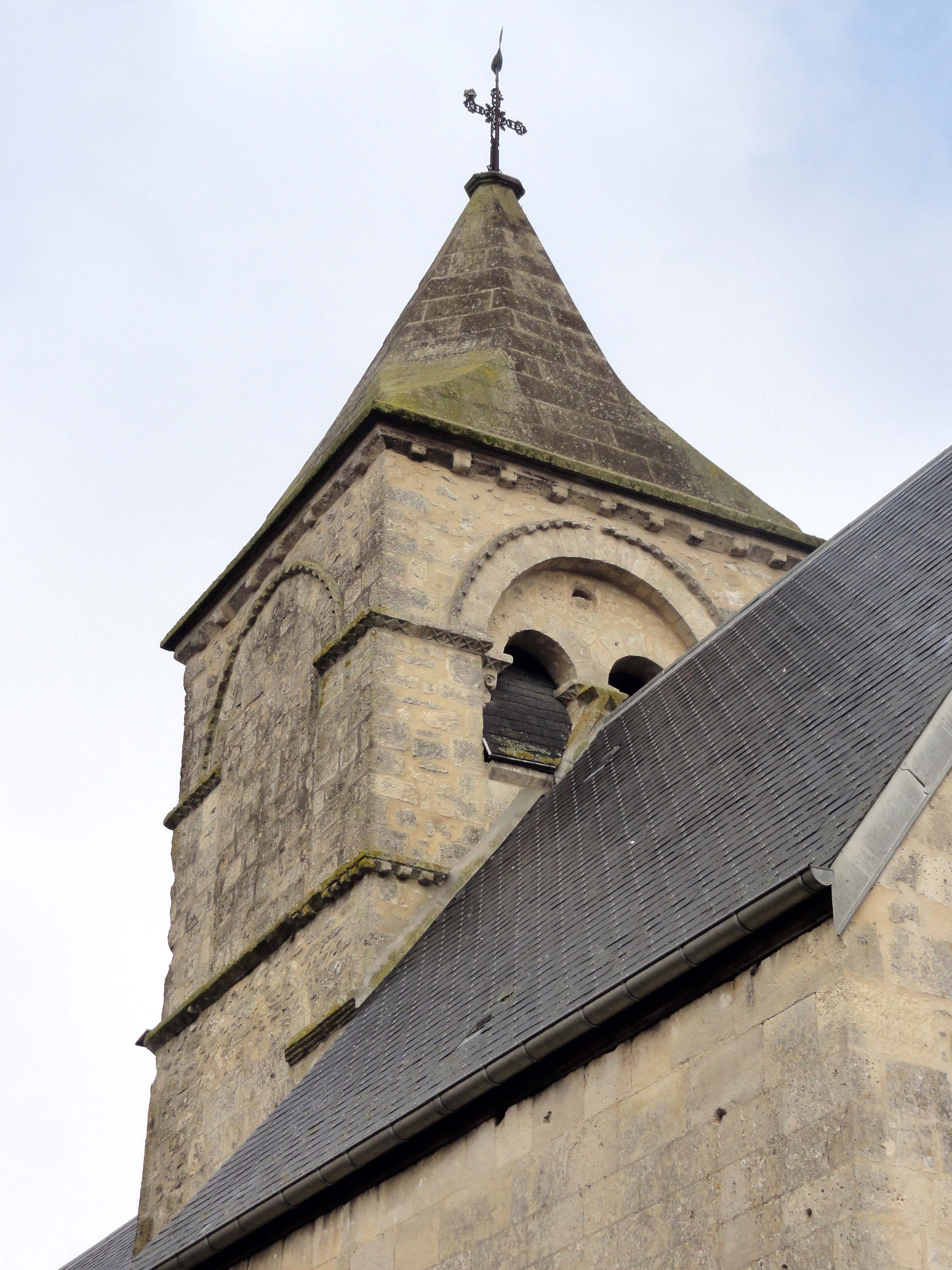
Clocher, côté sud-est.

La base du clocher, qui n'a jamais été une croisée du transept, est flanquée de deux profondes niches au nord et au sud. Ses murs latéraux sont placés en retrait par rapport aux murs de la nef, et délimités à l'est par les puissants contreforts du chœur gothique. Chacun des deux murs est ajouré d'une petite baie en plein cintre profondément évasée, ce qui surprend eu égard la date de construction assez haute généralement supposée. Les murs se terminent par une corniche, qui est formée par cinq consoles supportant une tablette en encorbellement. Selon Eugène Woillez, « celle-ci forme le bord d'une pente rapide en pierres de taille non imbriquées, qui fuit en remontant jusqu'au mur propre du clocher ». L'auteur indique, dans la seconde partie de son ouvrage, le nombre d'onze assises. Les deux toits en appentis recouverts d'ardoise que l'on voit actuellement ne correspondent donc pas du tout à la configuration d'origine. Suivent deux étages de baies, dont celles du premier étage sont dissimulées par les toitures à l'ouest et à l'est. Les clochers romans les plus anciens ont des baies simples. À Auvillers, les baies du second étage sont recoupées en deux petites baies, grâce à trois colonnettes à chapiteaux supportant deux archivoltes en plein cintre et un tympan appareillé. Eugène Lefèvre-Pontalis considère que ce procédé aurait fait son apparition soit à Auvillers justement, ou sinon à Allonne, Catenoy ou Marissel, dont les clochers sont aussi très archaïques. Contrairement à la plupart des clochers romans de la région, il n'y a en revanche qu'une grande baie par étage et par face, et non deux. Ce trait est partagé avec les clochers d'Allonne, Béthancourt-en-Valois, Frouville et Warluis.
La modénature et la sculpture méritent l'attention. Elles ne sont actuellement pas du tout mises en valeur, car l'ensemble des baies au nord et au sud sont bouchées. Ce semble déjà être le cas au cours des années 1840, mais fort heureusement, la remarque d'Eugène Woillez, « il est malheureux que ce clocher menace ruine », n'est plus d'actualité. Tant le premier étage que le deuxième étage commencent par une tablette biseautée reposant sur des modillons cubiques assez rapprochés. Au sud, presque rien ne subsiste des petites baies du premier étage, et les chapiteaux ont été arasés. Au nord, deux chapiteaux à volutes d'angle sont toujours bien visibles, et l'on devine le troisième. Une tablette au profil d'une série de trois listels en encorbellement et d'une plate-bande court au niveau des impostes. Il manque partiellement au sud, mais se trouve même à l'emplacement des anciennes baies au nord, ce qui donne à penser que des éléments ont changé de place lors d'une réfection du parement. Quelques portions du bandeau ont aussi été resculptés. Au second étage, rien ne subsiste des petites baies au nord et au sud, mais elles sont assez bien conservées à l'ouest et à l'est, où subsistent les trois colonnettes aux chapiteaux à volutes d'angle, les archivoltes, et les tympans appareillés. Ici, la tablette servant de tailloir aux chapiteaux et faisant le tour de l'étage au niveau des impostes est au profil d'une plate-bande et d'un biseau. Celui-ci est décoré d'étoiles à quatre branches obtenues grâce à l'excavation des intervalles. C'est l'une des variations de la ligne brisée aux intervalles excavées, qui est l'un des principaux motifs d'ornementation sur les tailloirs et impostes avant l'introduction des chapiteaux, comme on peut en voir dans l'avant-nef Morienval, dans les nefs de la Basse-Œuvre, de Cinqueux et Rhuis, dans la base du clocher de Saint-Maximin, etc. Les archivoltes des grandes baies sont surmontées d'un rang de billettes. Enfin, une corniche de modillons très espacés termine le second étage.
Le clocher renferme une cloche en bronze de 1712, nommée Cécile et dite Antoinette. Elle porte l'inscription : « L'an 1712, je suis nommée Cécile, dite Antoinette, par Dame Cécile de Falconnois, épouse de Monsieur Antoine Damanzé, compte de Chauffaille, seigneur d'Auvillers et autres lieux et suis bénite par Adrien Caron, curé d'Auvillers ».

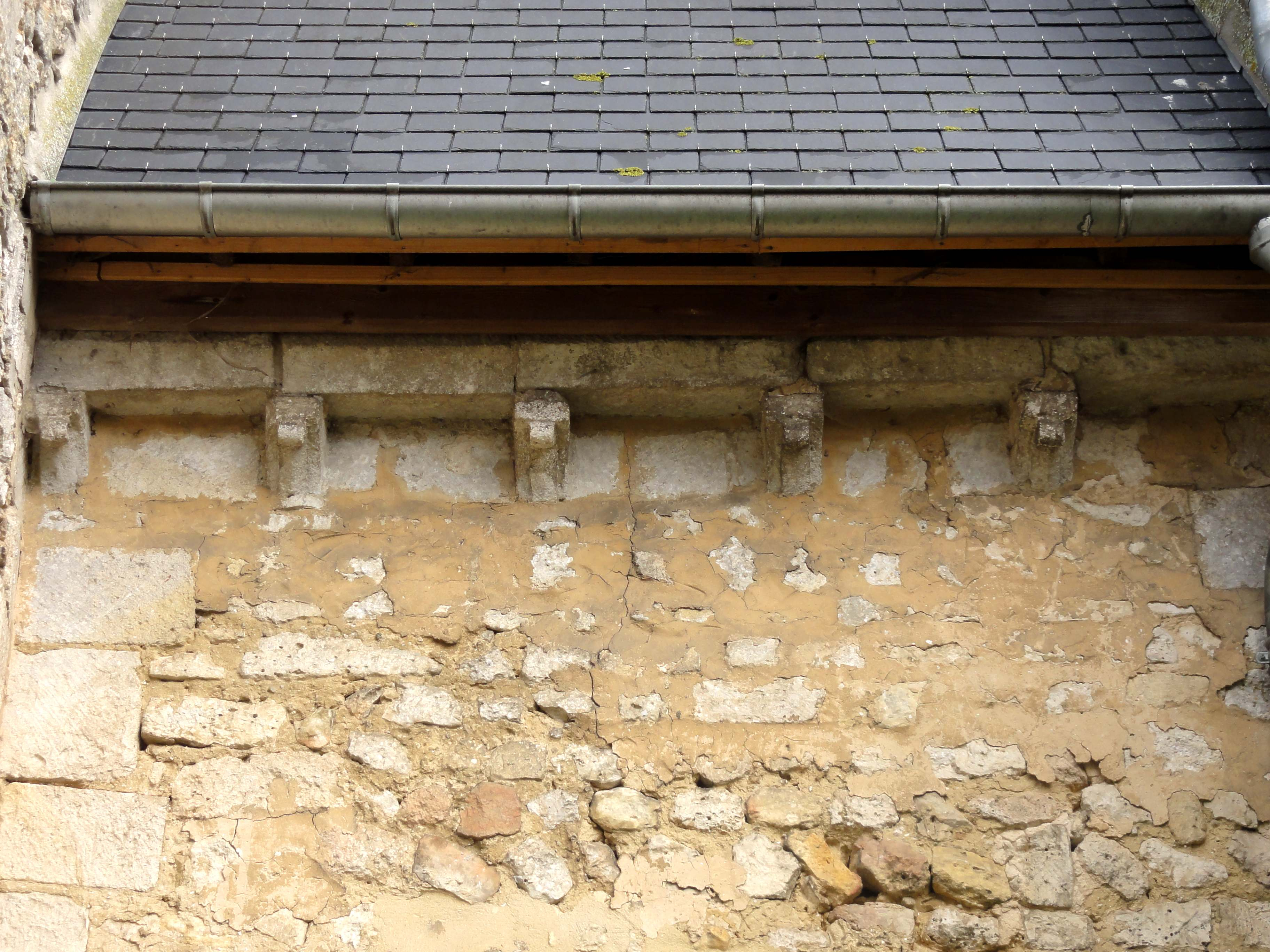
Corniche de la base du clocher, côté sud.
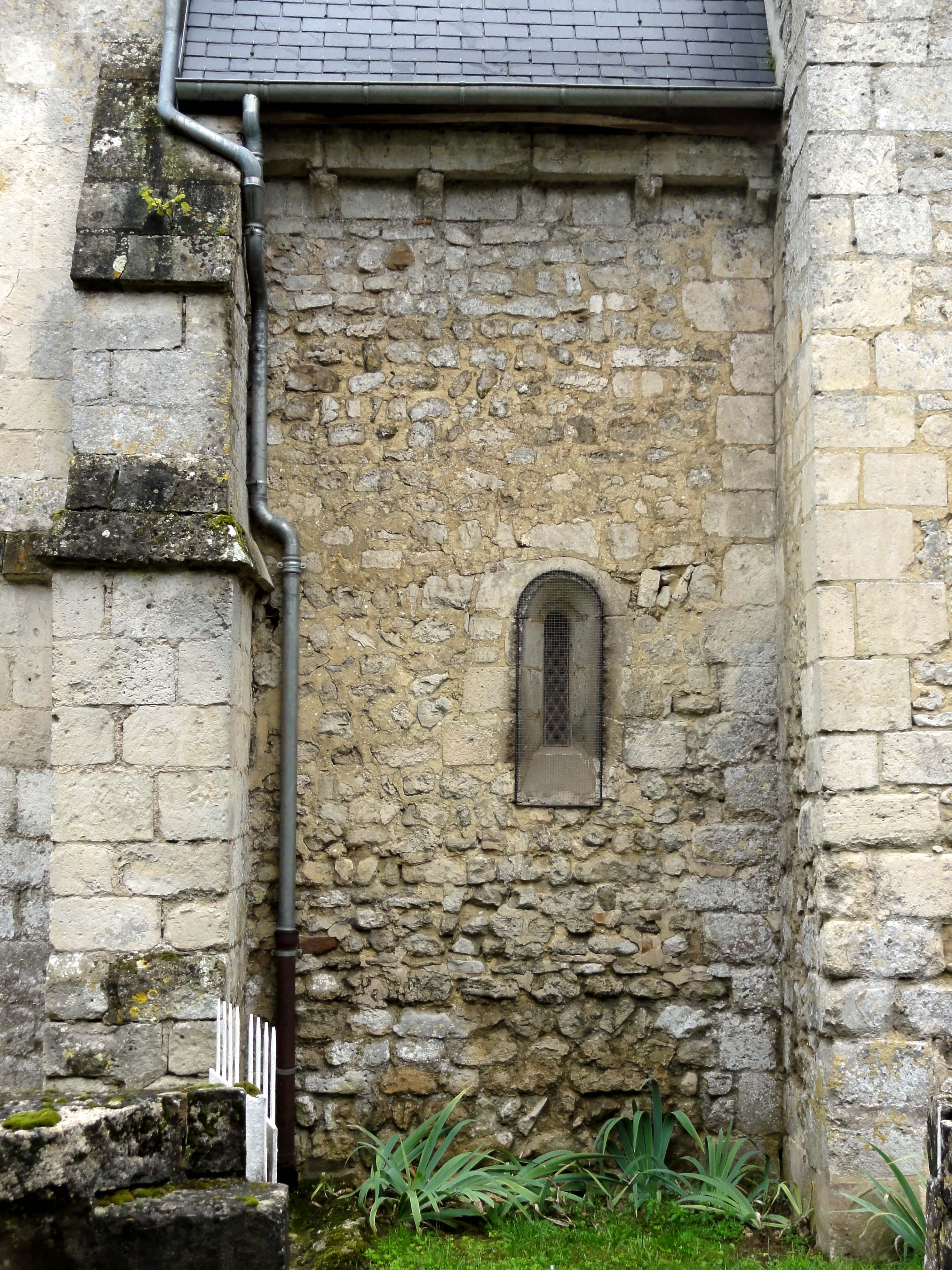
Base du clocher, côté nord.
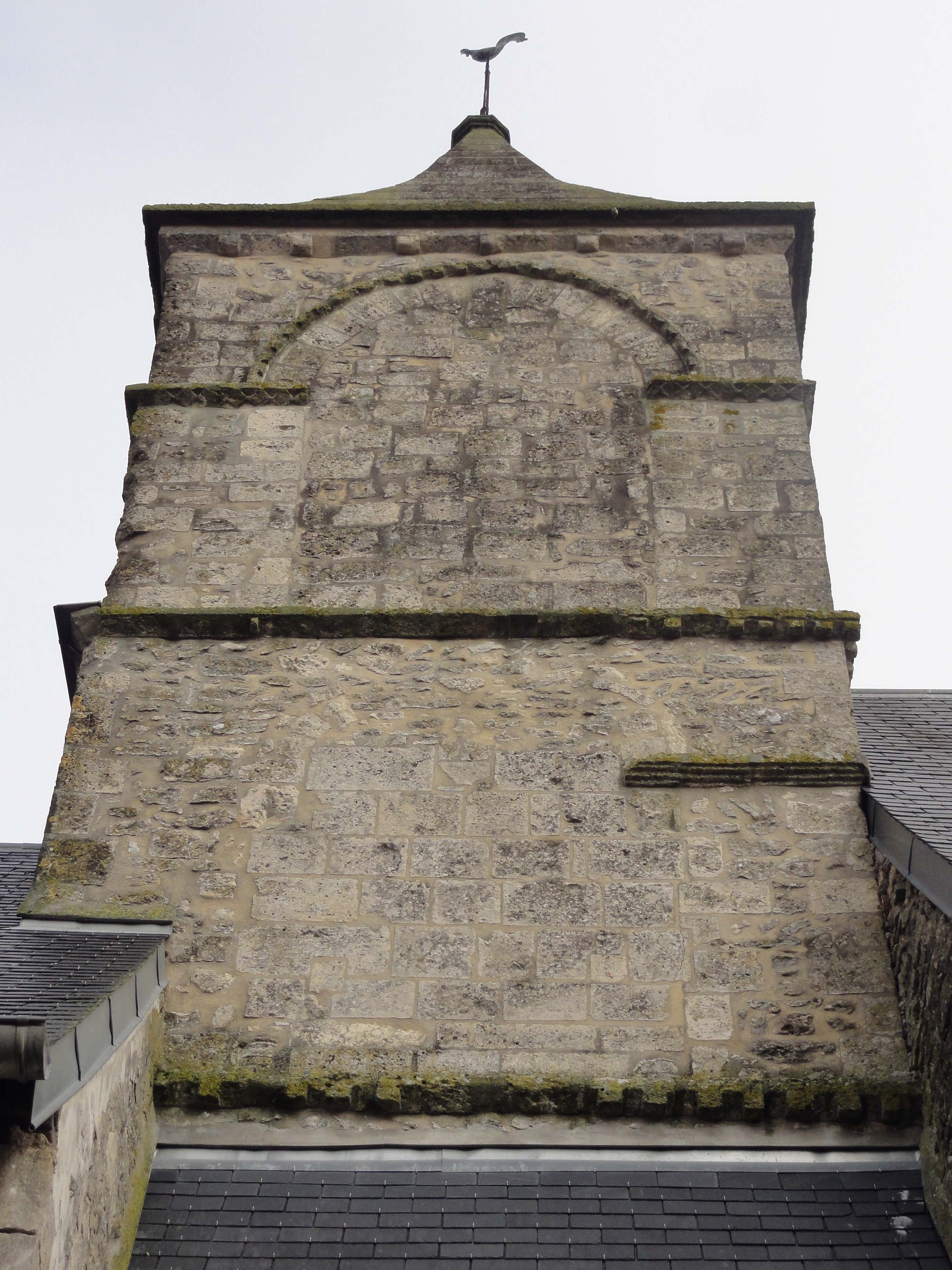
Clocher, côté sud.
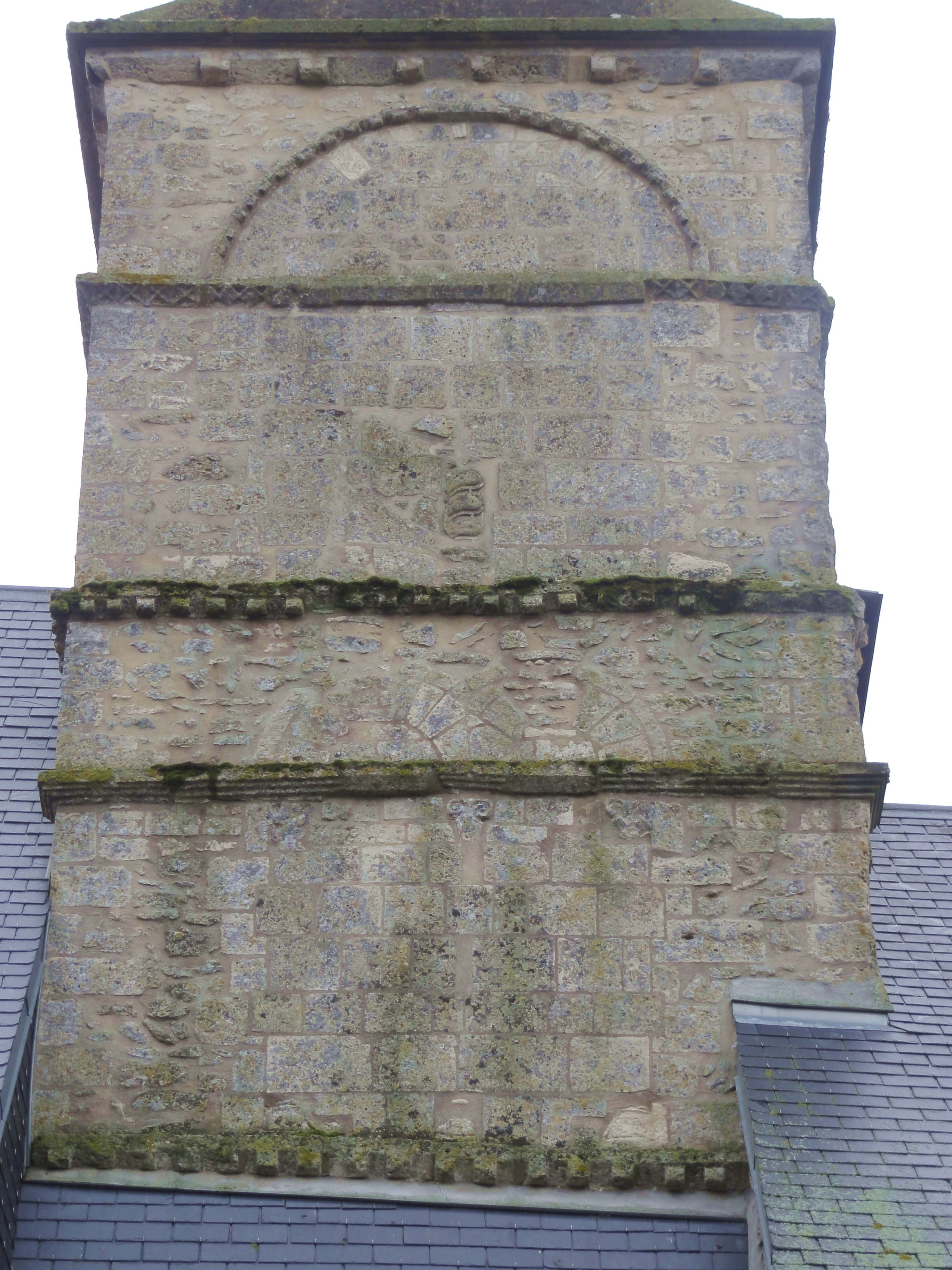
Clocher, côté nord.
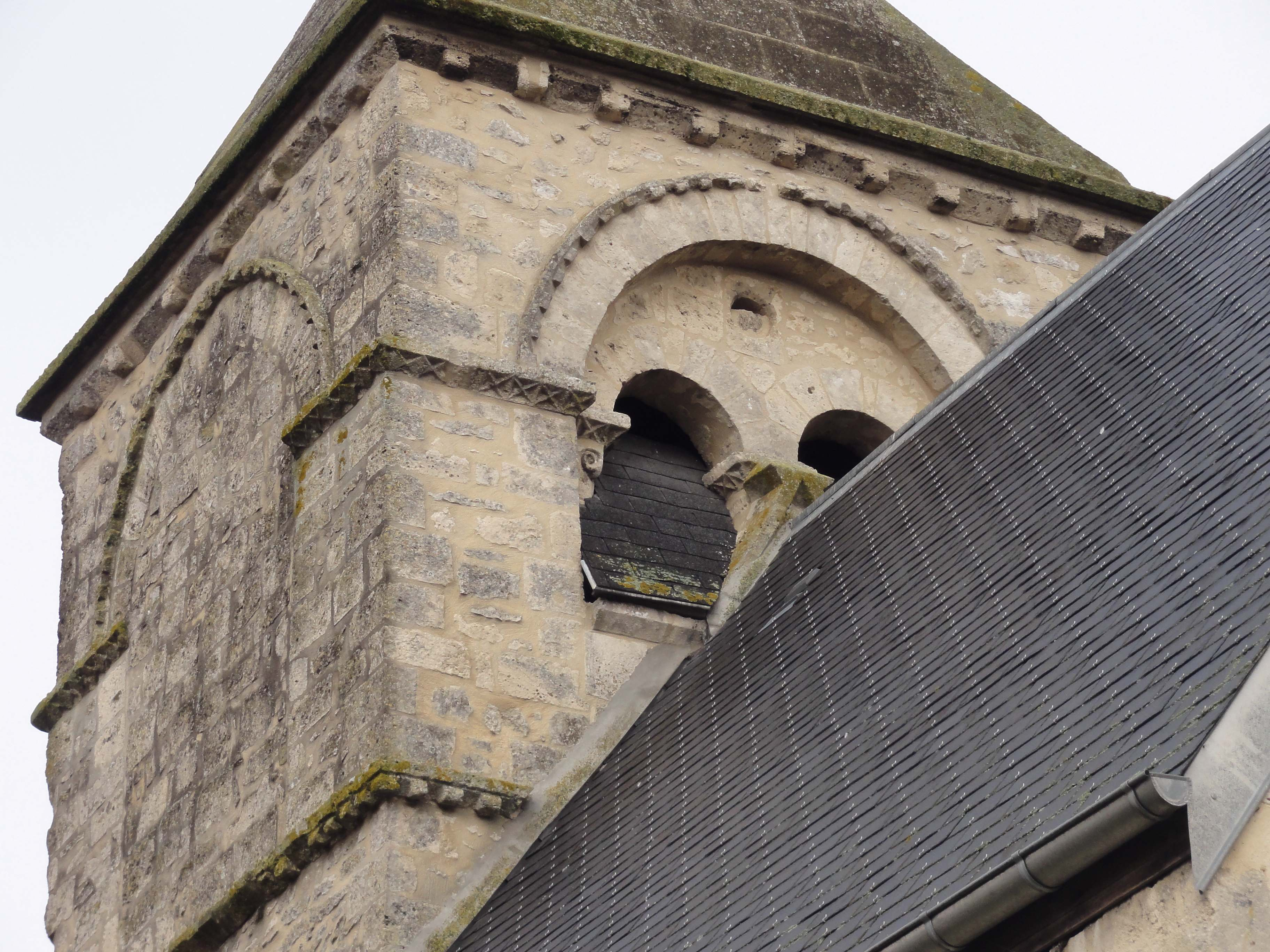
2e étage, côté sud-est.

#### Chœur

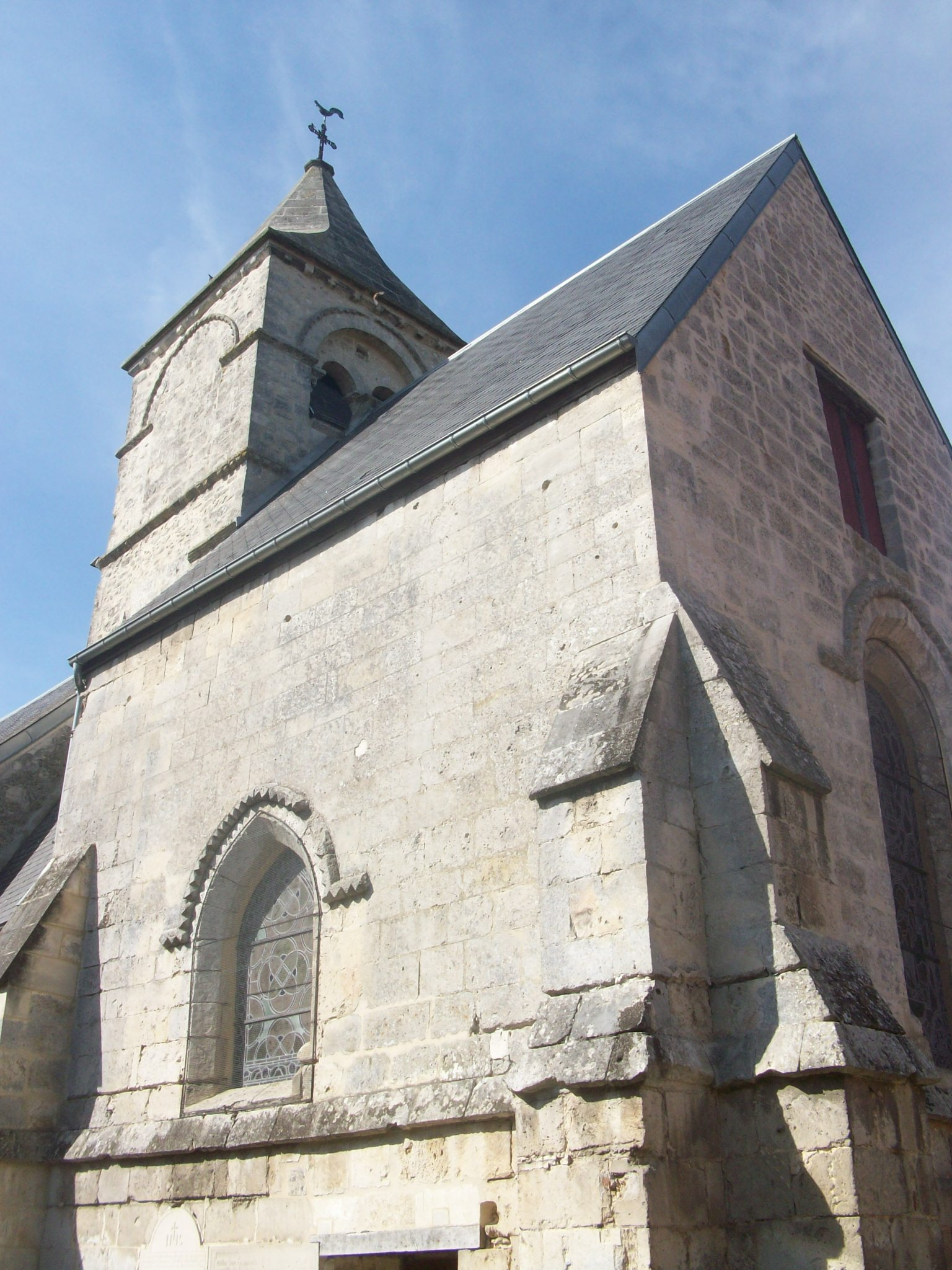
Vue depuis le sud-est.

Le chœur est bâti en pierre de taille, ce qui s'explique à la fois par l'usage général depuis la fin de la période romane, et par le fait que la construction et l'entretien du chœur est à la charge des gros décimateurs sous l'Ancien Régime, qui disposent de davantage de moyens que les paroissiens. Les trois murs du nord, de l'est et du sud sont épaulés par deux contreforts massifs aux angles, soit deux contreforts orthogonaux pour les angles du chevet. Ils se retraitent grâce à un fruit au niveau de la quatrième assise, et sont scandés par un larmier qui fait le tour de la travée à la limite des allèges, avant de s'amortir par un glacis formant larmier, sept à huit assises avant la couronne des murs. Si la faible hauteur des contreforts est caractéristique de l'époque romane, le larmier est plus propre à la période gothique, et n'apparaît généralement pas avant les années 1210 / 1220. Une porte rectangulaire sans caractère se situe au sud, près du contrefort de l'angle sud-est. À sa gauche, la pierre tombale de Jean Leclerc, curé d'Auvillers, est encastrée dans le mur. C'est en même temps une plaque de fondation. Hormis le monogramme IHS qui figure sur le fronton cintré, elle est entièrement couverte d'une longue inscription. Par son testament du 3 mai 1703, il laisse à la fabrique plusieurs pièces de terre, et demande en contrepartie une messe basse pour le salut de son âme, à célébrer une fois par mois à perpétuité. — Le chœur est éclairé par trois fenêtres à double ébrasement. Les deux fenêtres latérales sont nettement moins élevées que la baie d'axe du chevet, et en arc brisé, tandis que la baie orientale est en plein cintre. Indépendamment de ces différences, chacune des baies est surmontée d'un cordon de têtes de clous, qui décrit un arc brisé, et se poursuit sur une courte section au niveau des impostes. Le motif est répandu entre le second quart du XIIe siècle et le premier quart du XIIIe siècle, mais il n'est pas si souvent employé pour la décoration des fenêtres. On peut notamment citer les nefs de Bury et Monchy-Saint-Éloi, les chœurs de Gonesse et Longuesse, et le croisillon nord de Laigneville.

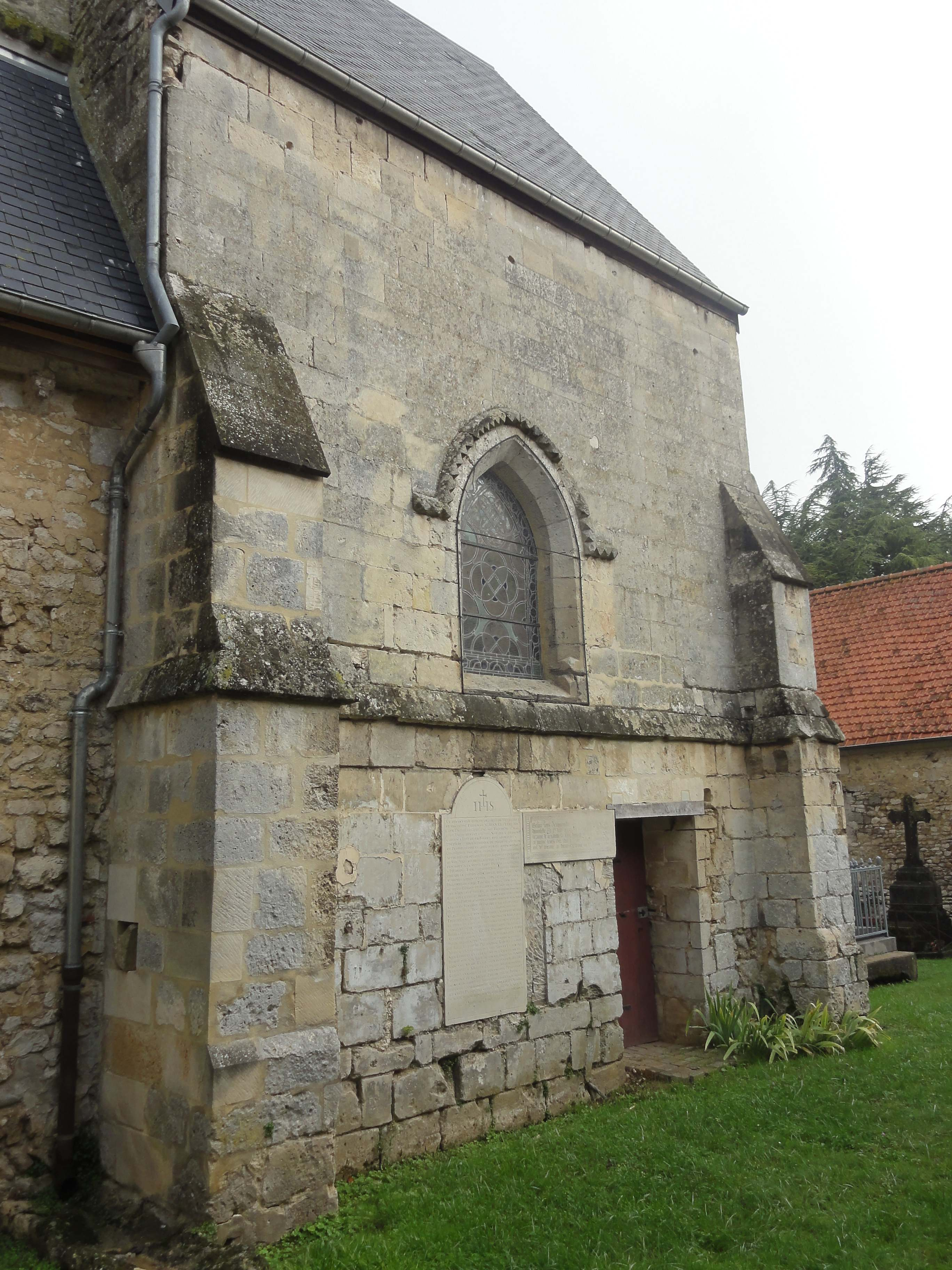
Flanc sud.
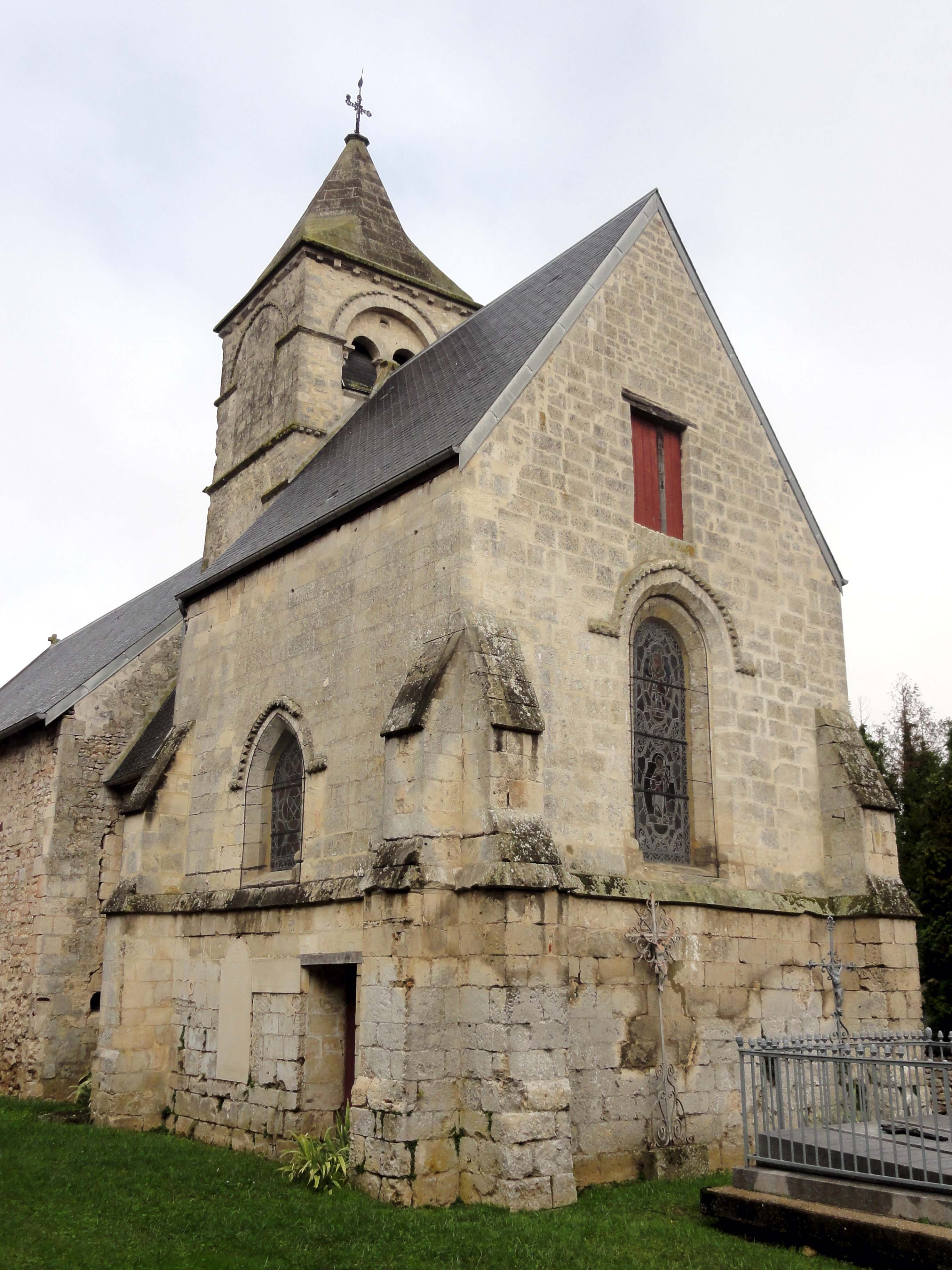
Vue depuis le sud-est.
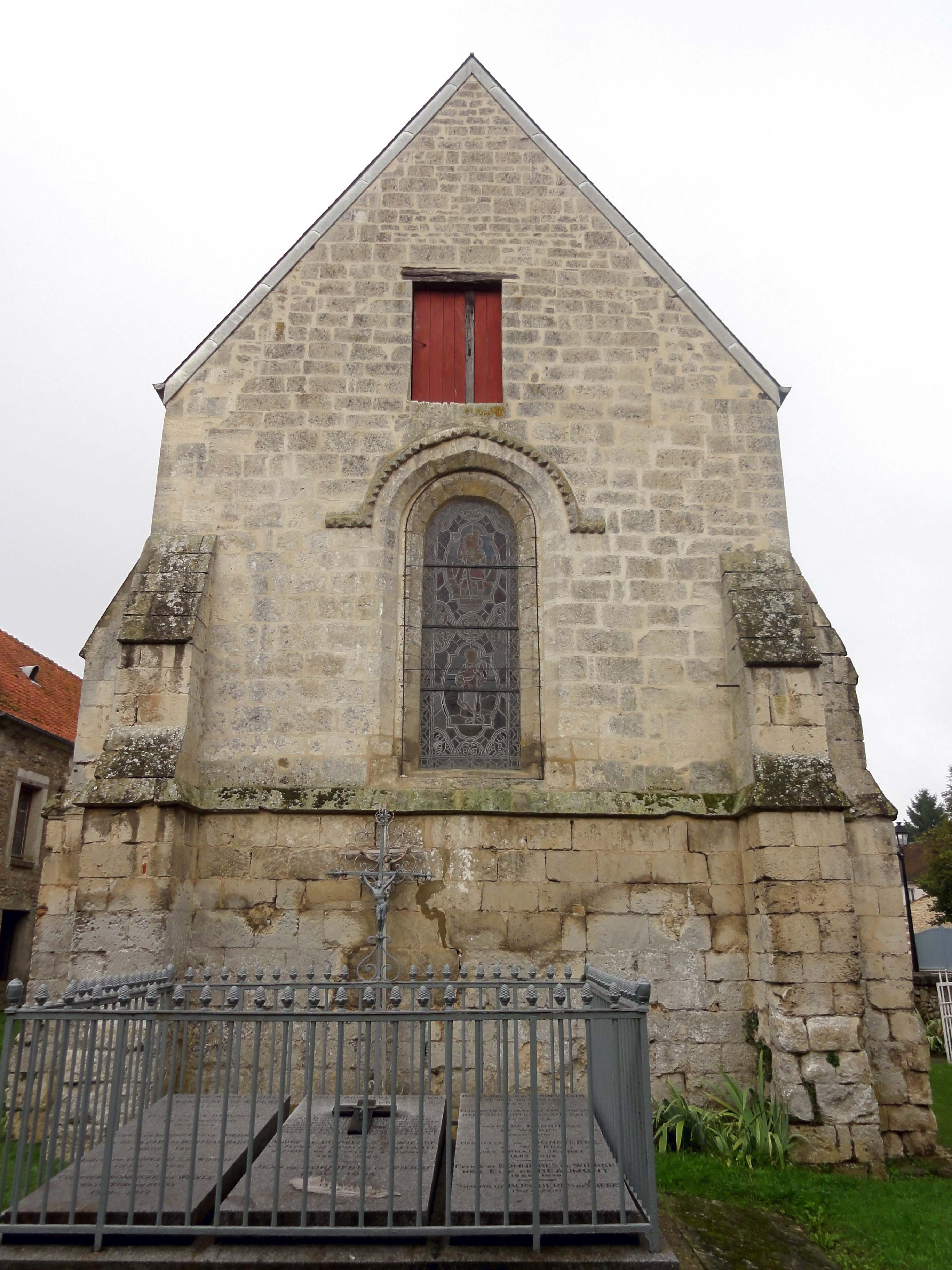
Chevet.
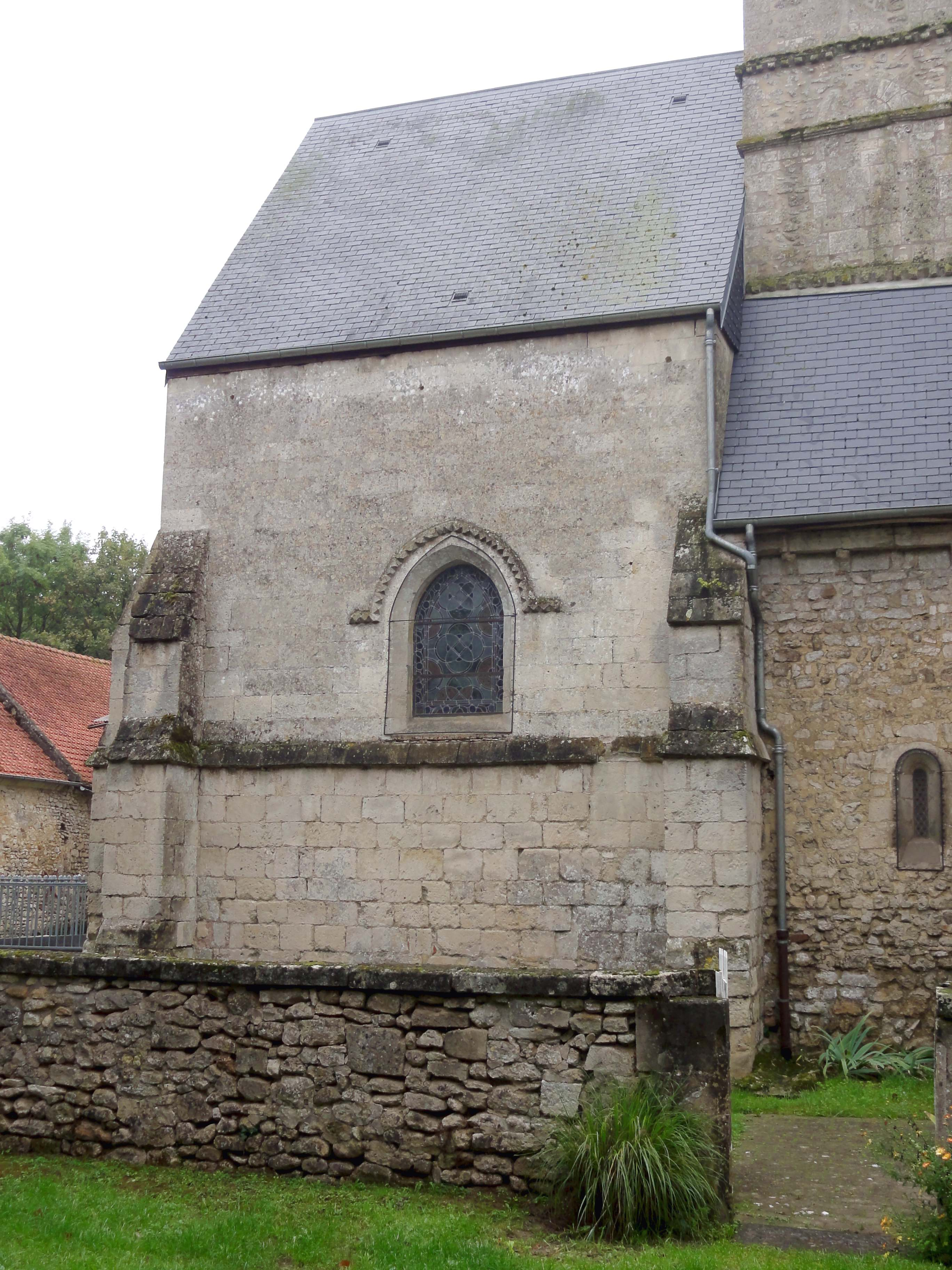
Élévation nord.
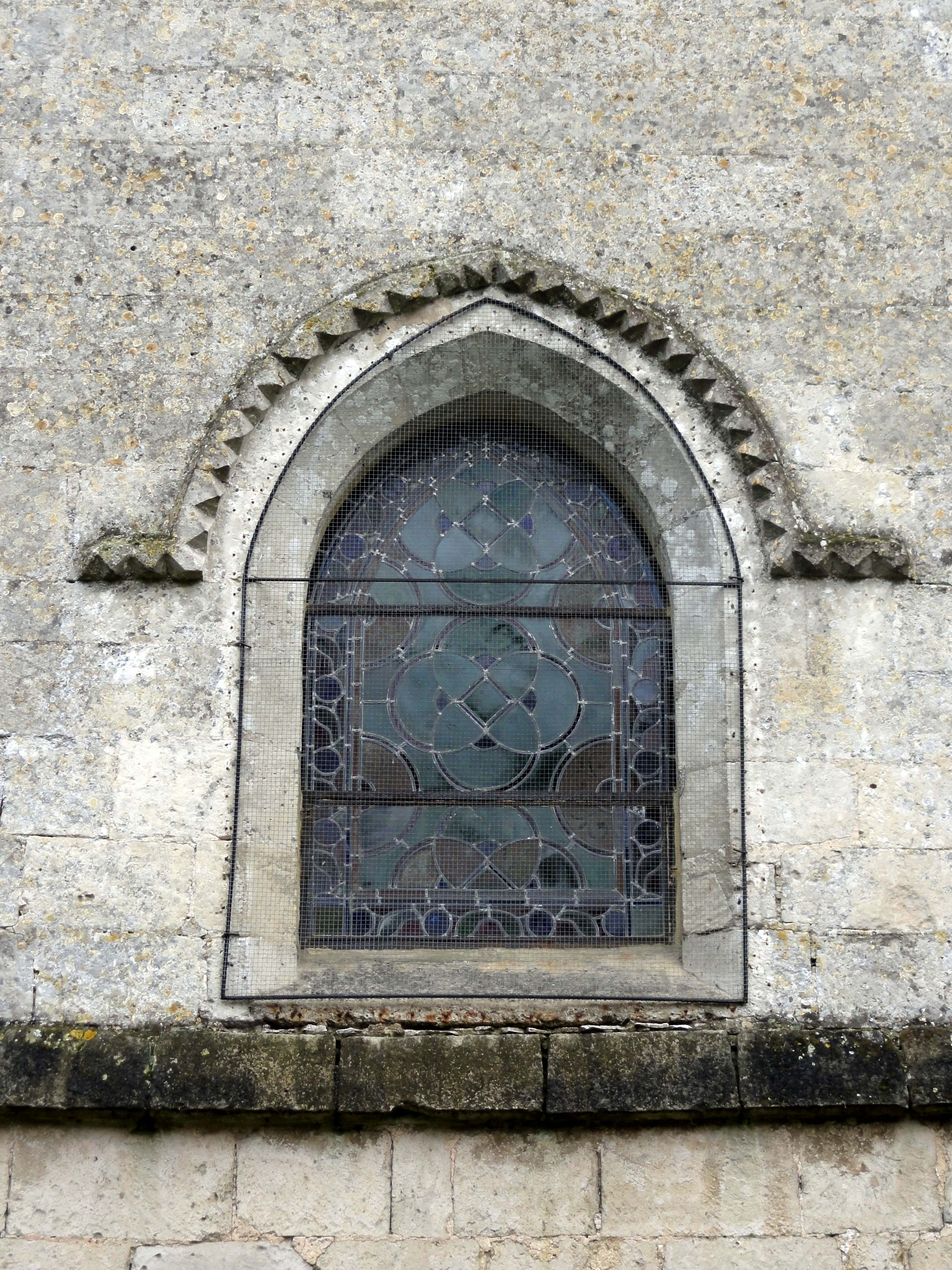
Fenêtre côté nord.
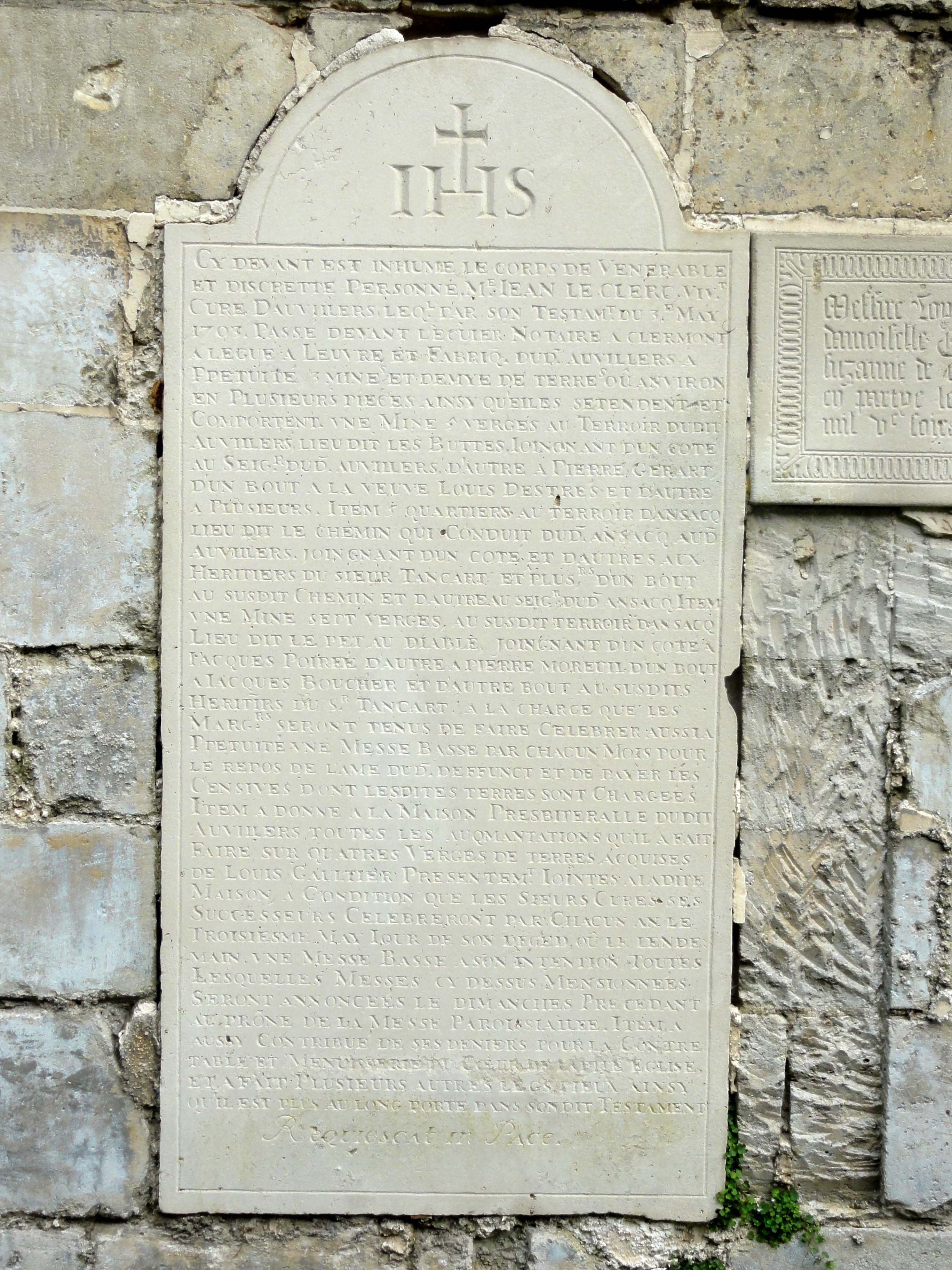
Dalle funéraire.

### Intérieur

#### Nef

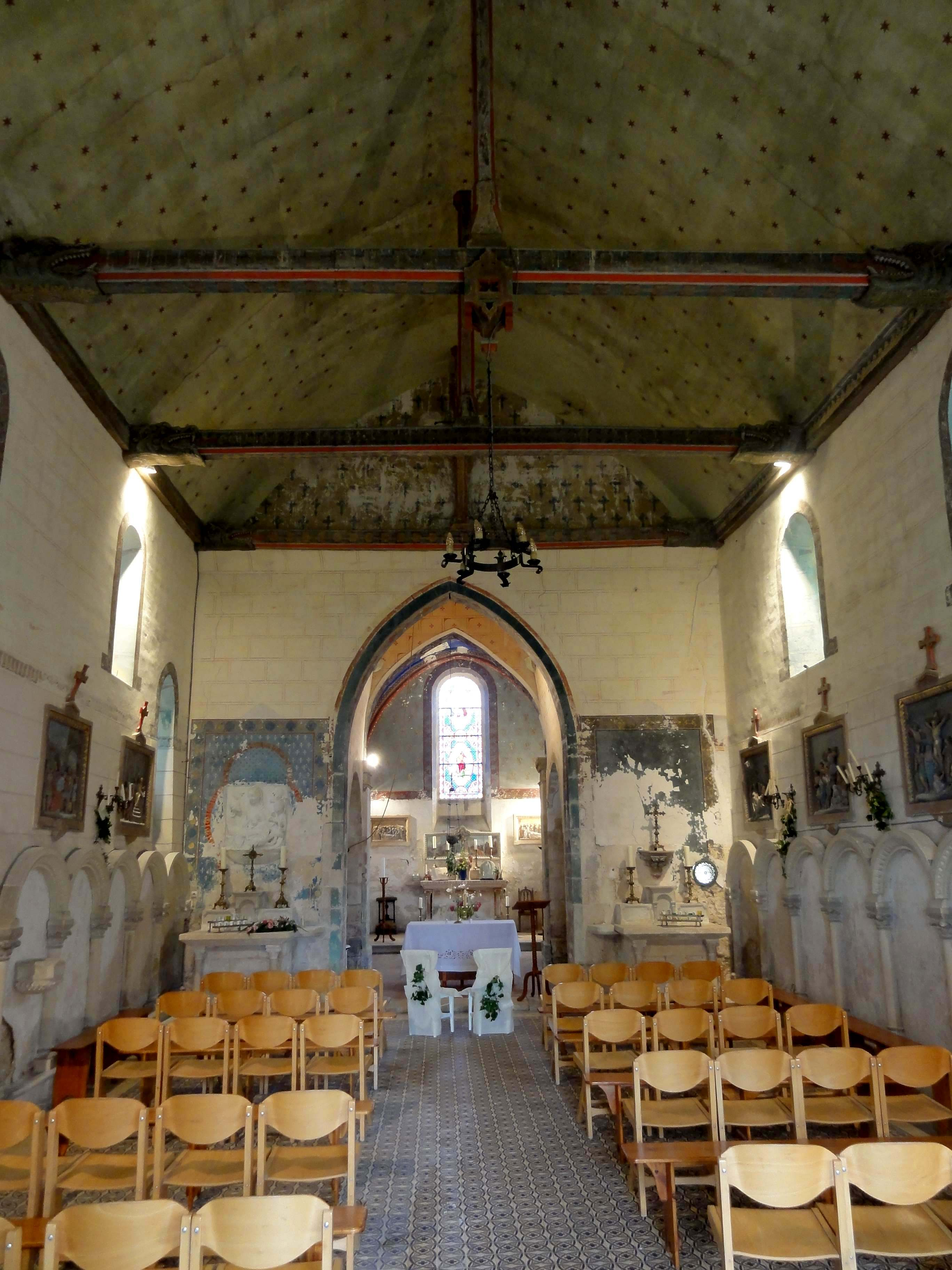
Vue vers l'est.

Eugène Woillez a vu la nef avant son réaménagement néo-roman sous le Second Empire, et décrit son intérieur comme suit : « La nef d'Auviller, absolument nue à l'intérieur, n'y présente rien à noter que son plafond de bois, le large évasement de sa petite fenêtre du nord, et la petite porte du même mur, dont la baie rectangulaire est surmontée d'une simple arcade à plein cintre simulée ». Dans le contexte de l'extérieur, l'auteur mentionne aussi deux autres fenêtres bouchées au nord, qui ont été restituées depuis. Il omet de décrire le mur méridional, radicalement remaniée, et probablement percé de fenêtres modernes plus grandes, faute de quoi Woillez aurait signalé les fenêtres actuelles, qui ressemblent à celles du nord. Le plafond était apparemment plat : « On ne peut parvenir dans le clocher qu'à l'aide d'une échelle, et encore cette ascension est-elle très-périlleuse par la suite de la vétusté du plafond de bois de la nef, sur lequel il faut d'abord s'aventurer ». Actuellement, le plafond se présente comme une fausse voûte en berceau brisé, qui devrait consister d'un lattis recouvert de plâtre. Les cinq entraits de la charpente, leurs poinçons et les pannes sablières sont apparents. Leurs angles sont taillés en biseau, et les sablières sont agrémentées de plusieurs strates de modénature. La base des poinçons est moulurée. Avant et surtout, les extrémités des entraits sont avalées par des engoulants, comme à Gonesse, Labbeville, Silly, Ully-Saint-Georges, etc. En l'absence de témoignages, l'on ne peut se prononcer sur l'authenticité de ces éléments de charpente. Sans doute authentiques, mais dénaturés lors d'une restauration, sont les fonts baptismaux. On y a adjoint, du côté est, une piscine liturgique, dont le profil de la base évoque la période gothique. La cuve baptismale pourrait avoir des origines plus anciennes, mais son décor sculpté en bas-relief ne subsiste que du côté sud, et sur une partie de la cuve qui semble avoir été incrustée dans le reste. Reste à revenir sur les arcatures plaquées, dont la nature néo-romane ne fait aucun doute. Elles s'inspirent d'une disposition assez fréquente dans la région à la période romane, et se rencontrent aussi à Cambronne-lès-Clermont, Catenoy, Rocquemont, Saint-Vaast-de-Longmont, Trumilly et Villers-Saint-Paul. Cependant, elles sont toujours prises dans l'épaisseur des murs. En l'occurrence, elles y sont simplement adossées, ce qui les fait apparaître comme des éléments du mobilier, et contrairement à l'usage au Moyen Âge, elles reposent sur des demi-colonnettes.

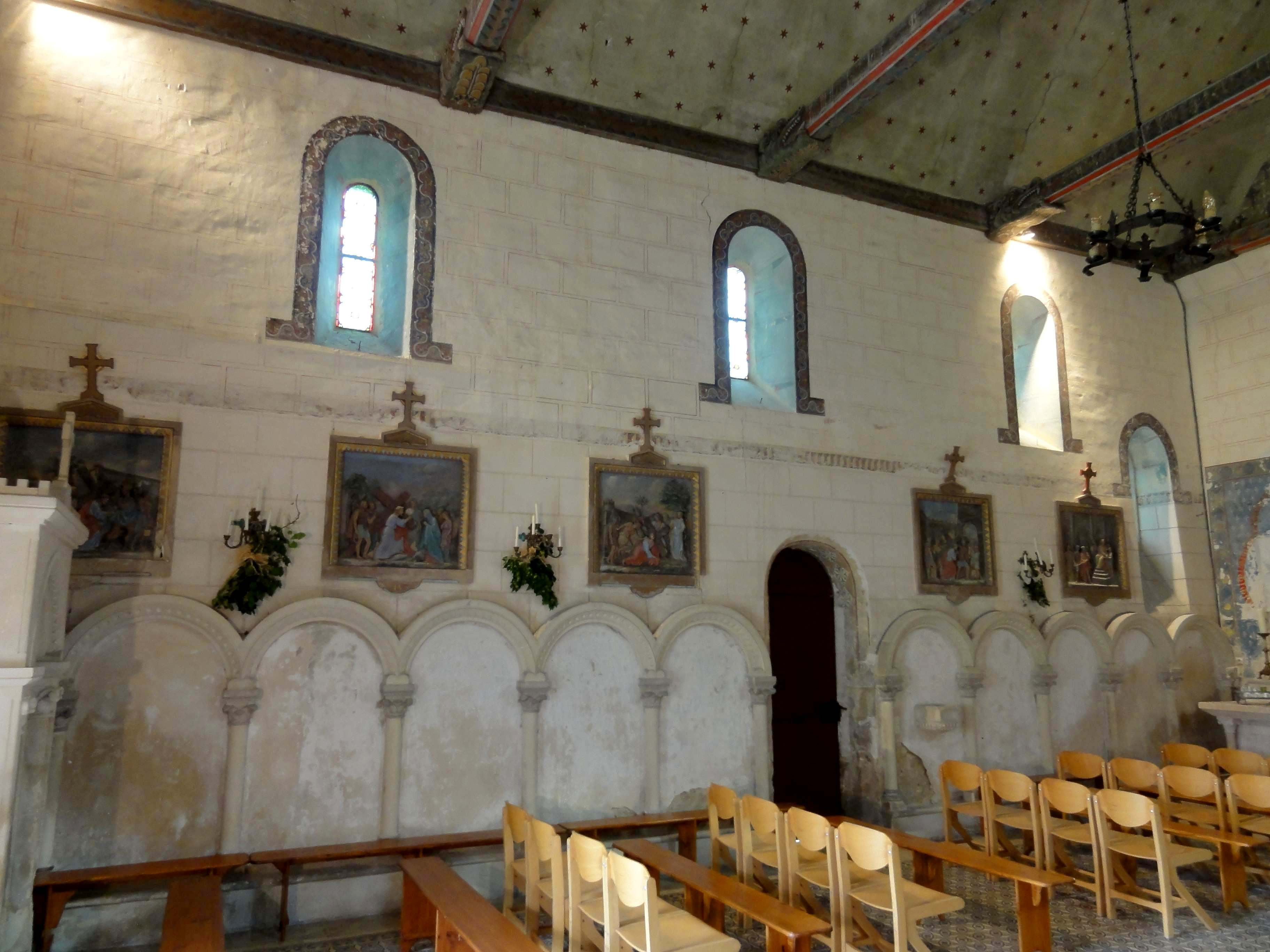
Élévation nord.
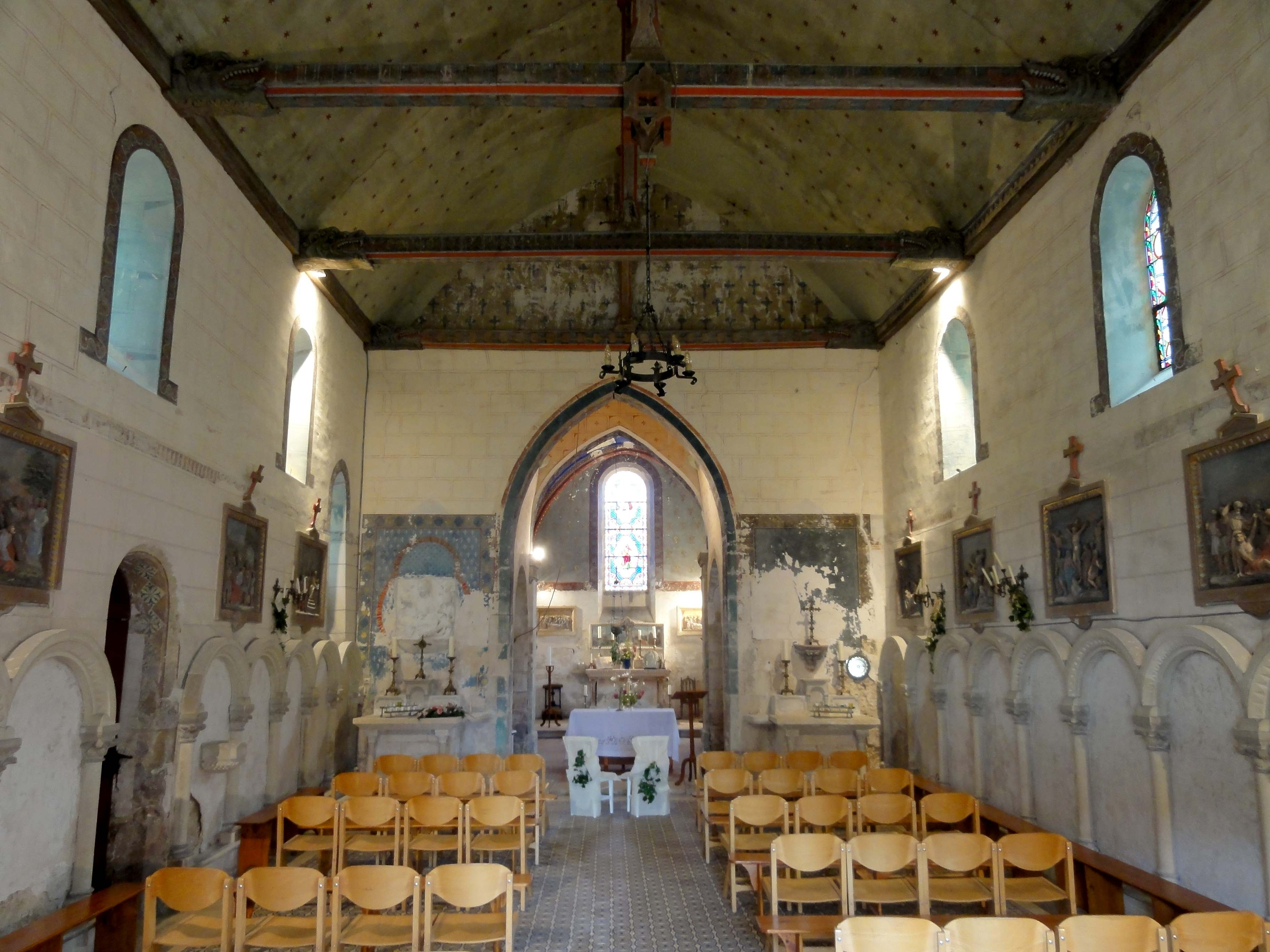
Vue vers l'est.
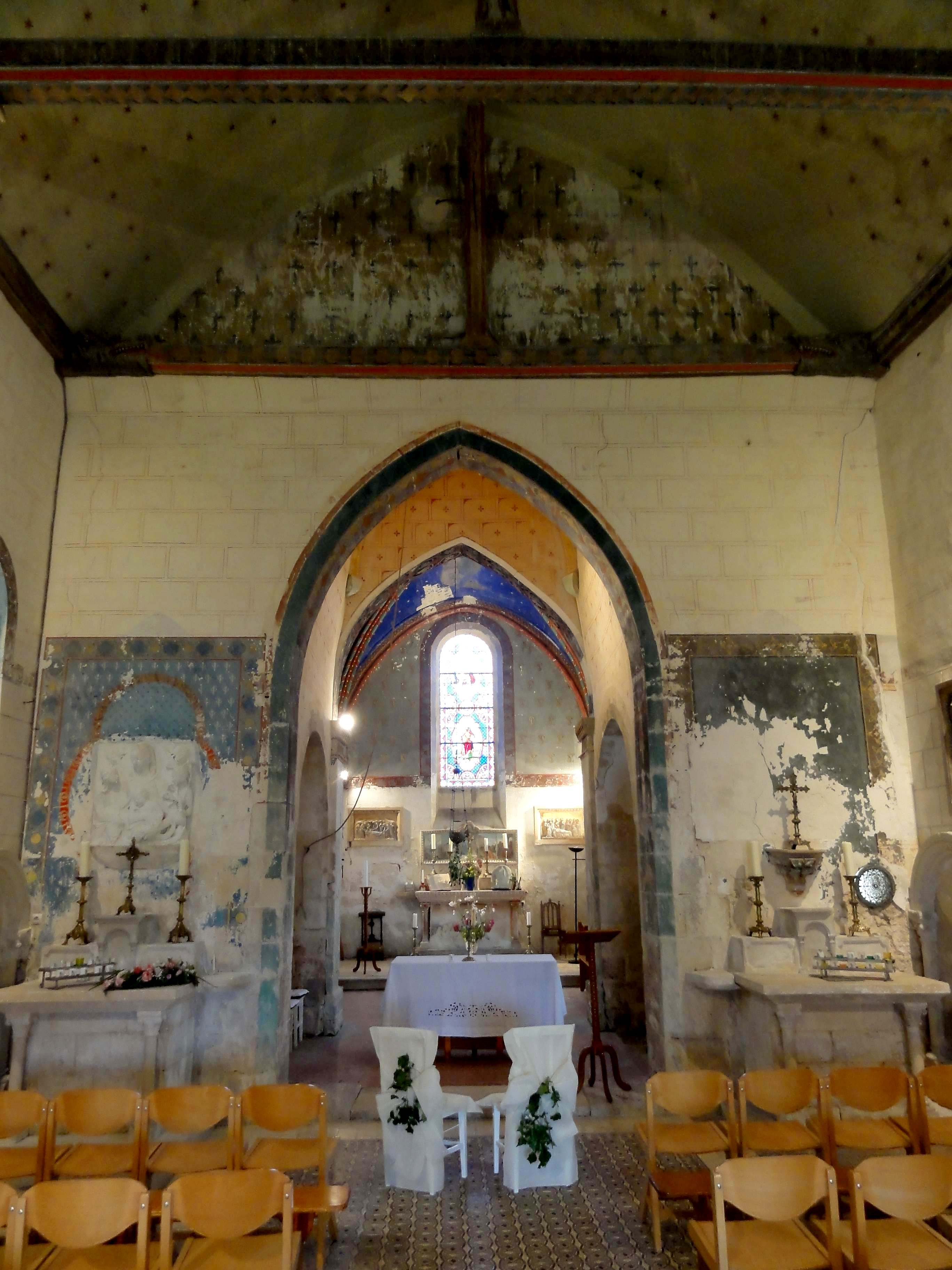
Vue vers l'est.
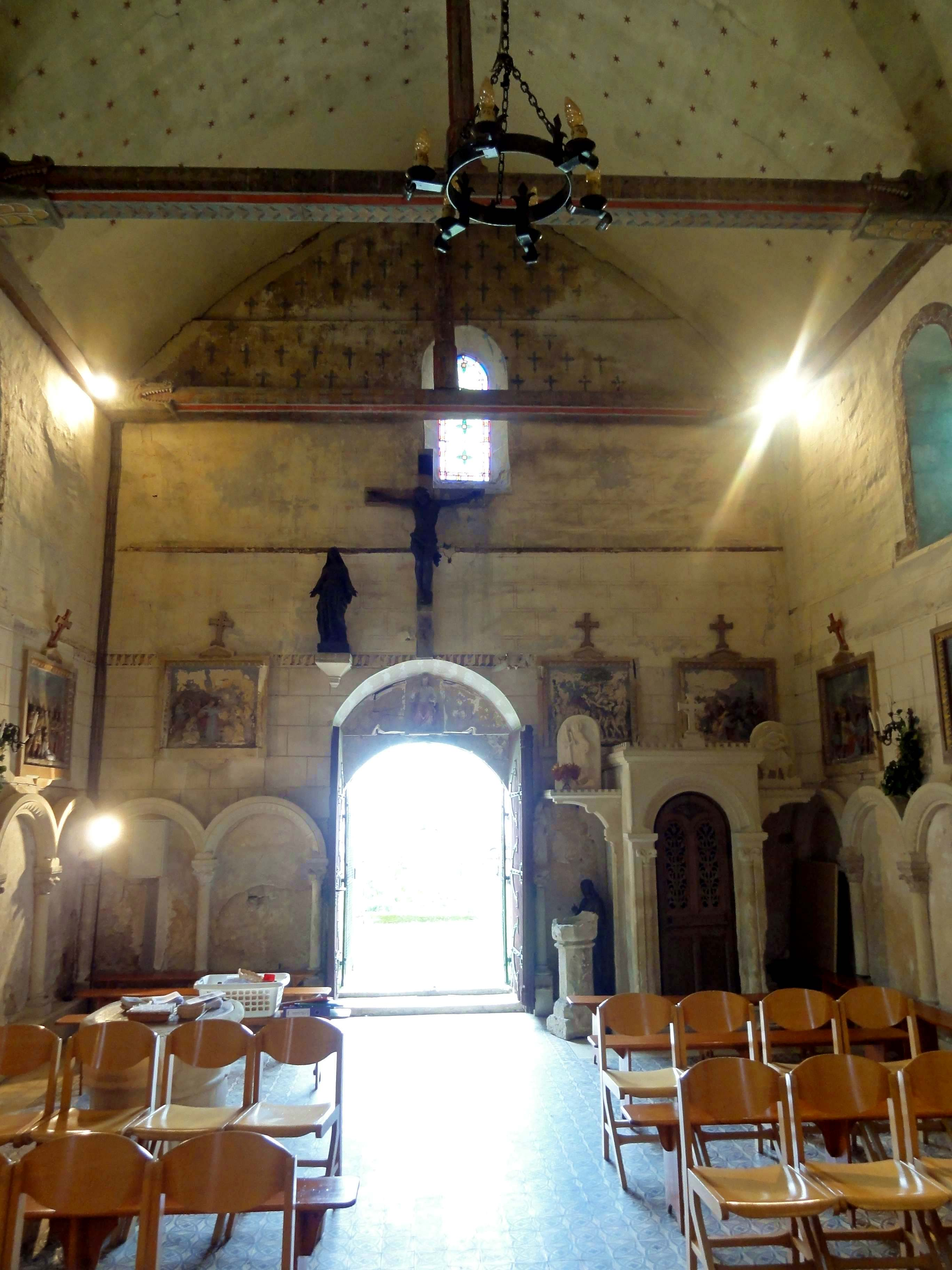
Vue vers l'ouest.
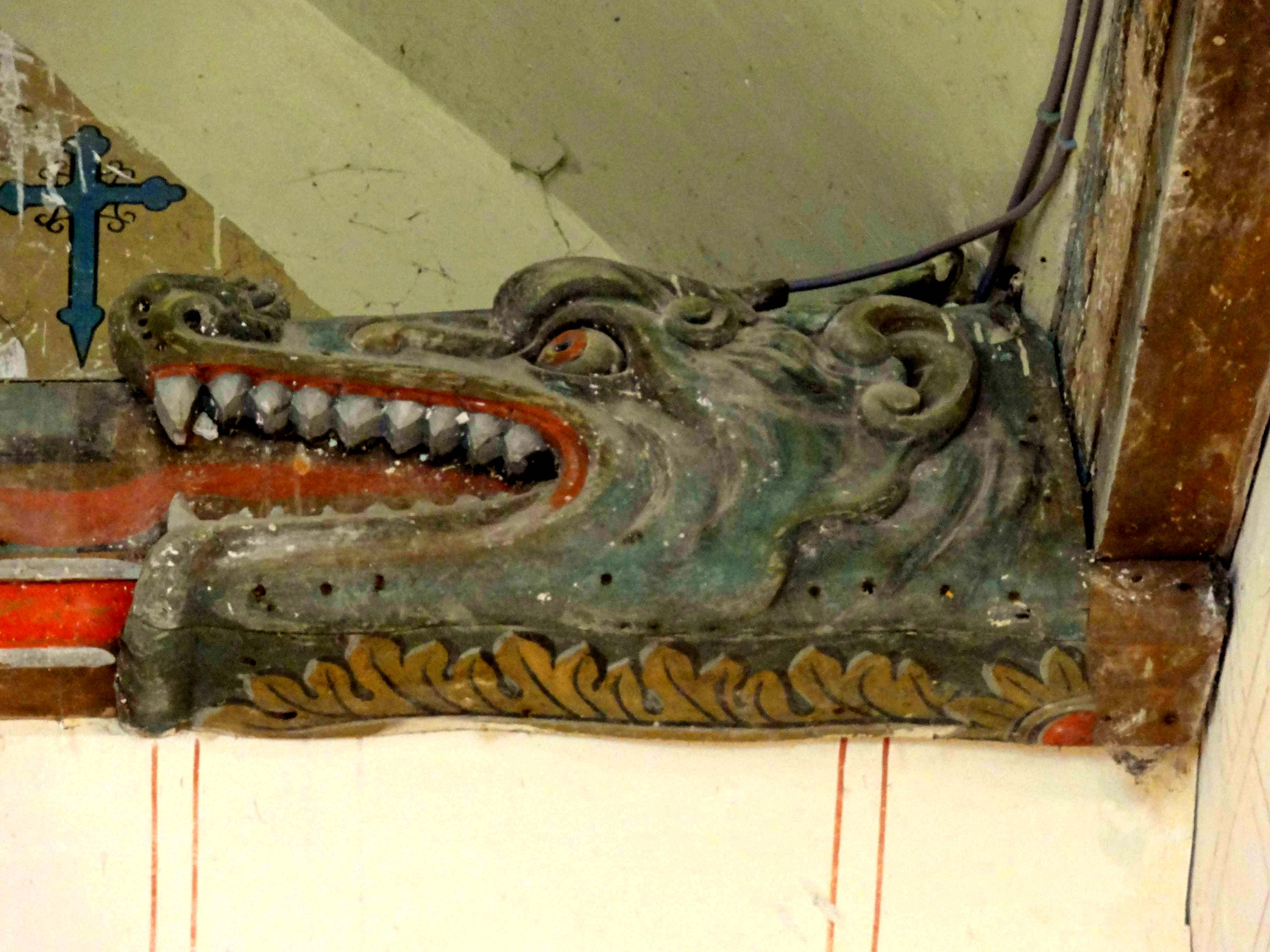
Engoulant.
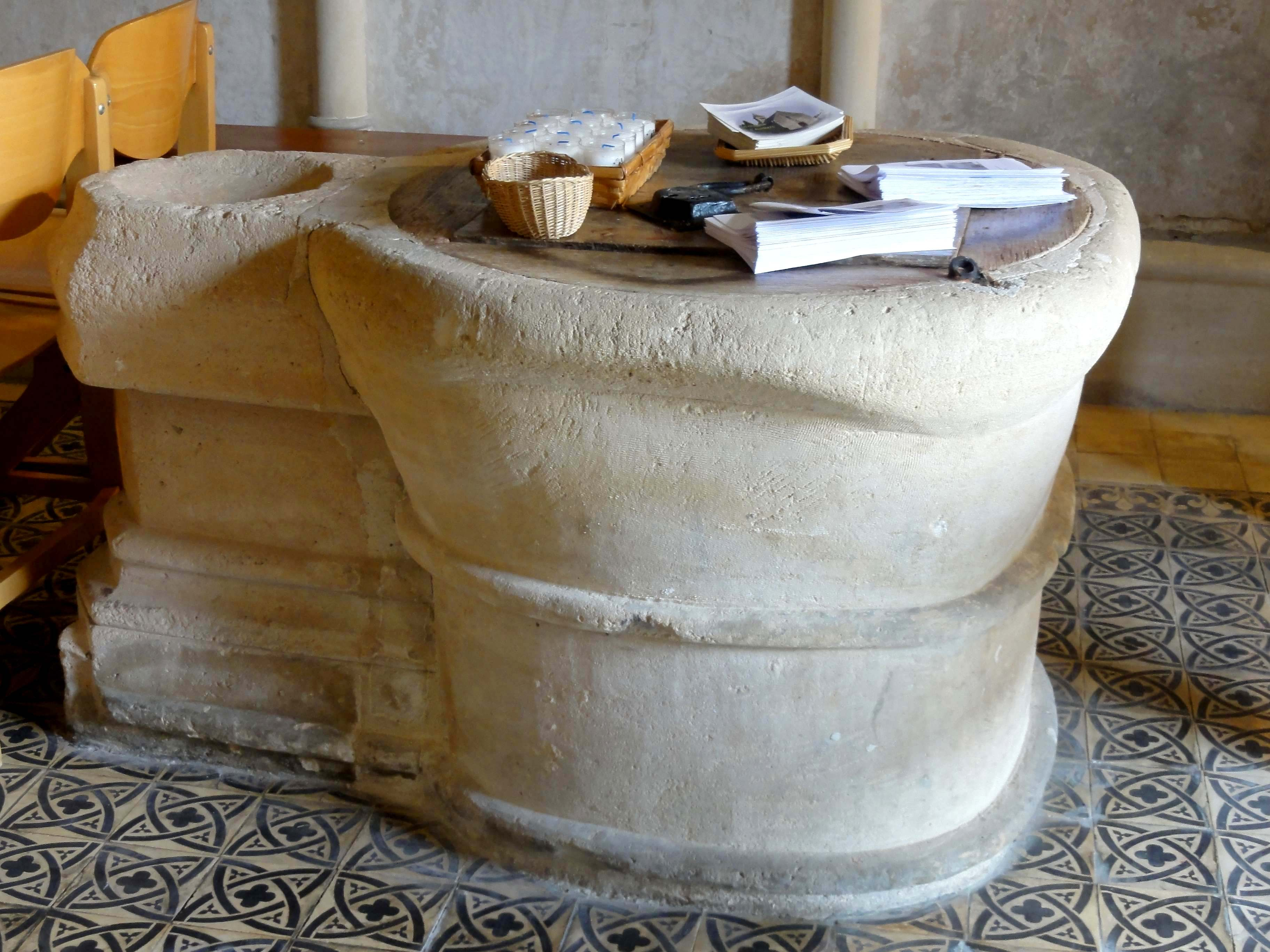
Fonts baptismaux.

#### Base du clocher

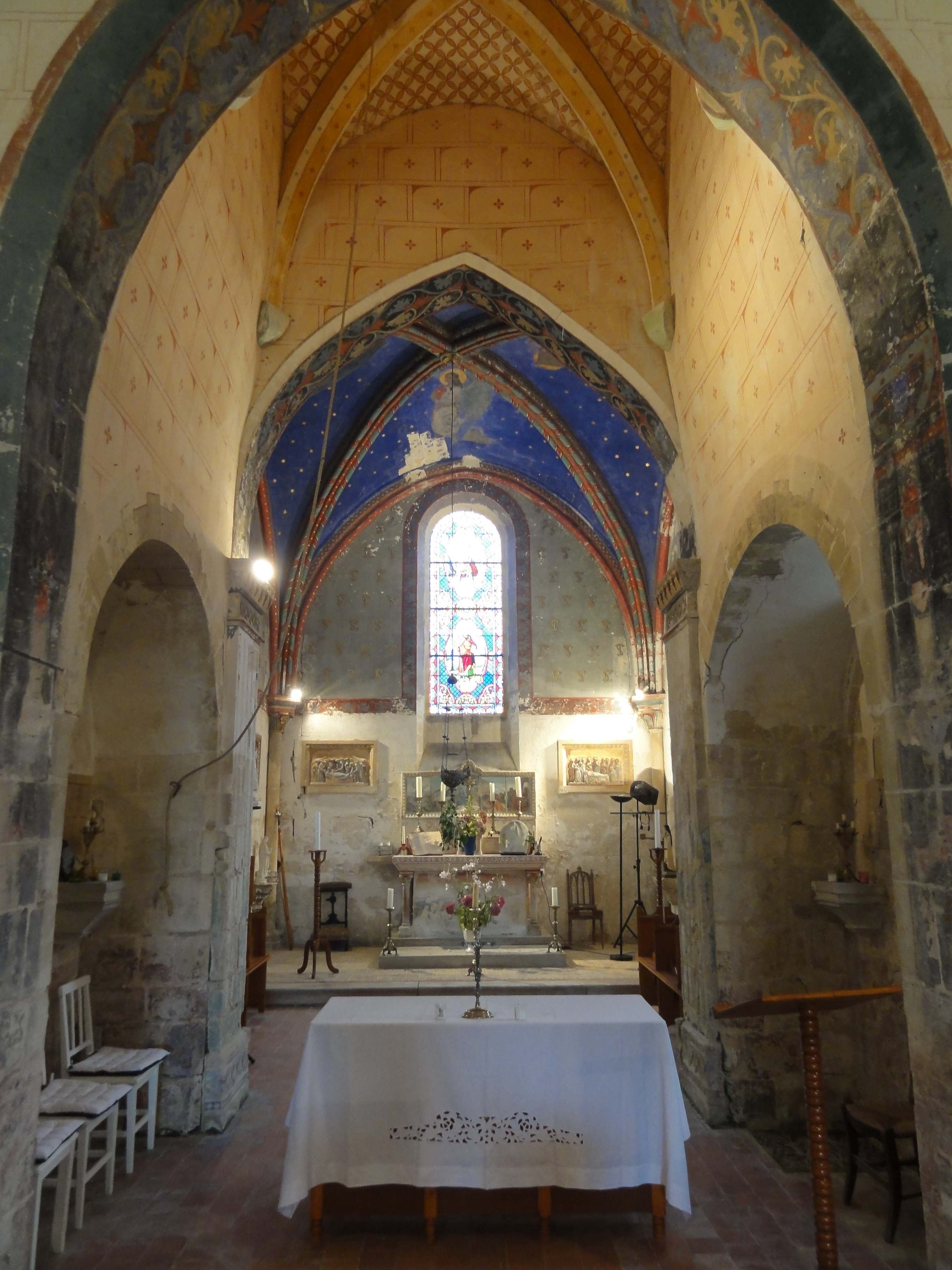
Vue vers l'est.

Depuis la nef, la base du clocher s'ouvre par un arc triomphal en tiers-point dans sa plus simple expression. Il est dépourvu de colonnettes à chapiteaux, et même d'impostes, et a seulement les angles chanfreinés. Son ouverture est de 2,90 m seulement, et la base du clocher est à peine plus large. Cette largeur diminue très successivement avec la hauteur croissante, ce qui, selon Eugène Woillez, serait intentionnel. Le maître d'œuvre aurait pu y voir un moyen de lutter contre la poussée de la voûte sur les murs. Le poids du clocher devait être « considéré comme pouvant s'opposer, dans une certaine mesure, à l'écartement de la voûte ». Comme précaution supplémentaire, le maître d'œuvre aurait exagéré l'épaisseur des deux murs latéraux. Elle est de 1,75 m environ, mais des niches de 3,10 m de hauteur et de 0,80 m de profondeur sont prises dans leur profondeur. Ces niches ne sauraient être qualifiées de croisillons du transept. Une étroite baie en plein cintre, de dimensions très restreintes, et évoquant presque une meurtrière, s'ouvre dans le mur de fond de chaque niche. L'envergure de l'ébrasement équivaut à environ cinq fois la surface vitrée. Comme l'a montré la description de l'extérieur, l'épaisseur des murs diminue considérablement au-dessus des niches, ce qui est mis en exergue par les deux toits en appentis (qui remplacent des glacis en pierre encore en place avant le milieu du XIXe siècle). Ce développement ne s'aperçoit pas depuis l'intérieur. Dans les angles de la travée, au-dessus des piédroits des arcades, des pierres épannelées en console, dont la face frontale épouse, peut-être fortuitement, la forme d'un écusson, réceptionnent les ogives. Celles-ci sont en plein cintre, et accusent le profil chanfreiné très simple qui a déjà été signalé. La clé de voûte n'est pas décorée, et il n'y a pas de formerets. Les arcs d'inscription sont en plein cintre. À l'occasion de la restauration néo-romane, tout l'intérieur a été enduit, et il est à présent impossible de deviner la nature de l'appareil. Eugène Woillez a pu constater que les voûtains sont appareillés en moellons retaillés, qui sont partiellement disposés en « arête de hareng ». Il reste a évaluer si la profondeur et l'inclinaison du parement intérieur des murs et l'appareillage des voûtains peuvent, en l'état des connaissances actuelles, être interprétés comme des indices d'un voûtement primaire. Pour ne pas remettre en question ce que l'on sait sur la genèse du voûtement d'ogives dans l'Oise, il faudra, le cas échéant, admettre une date de construction autour de 1115 / 1125 environ, comme le suggère Eugène Lefèvre-Pontalis.

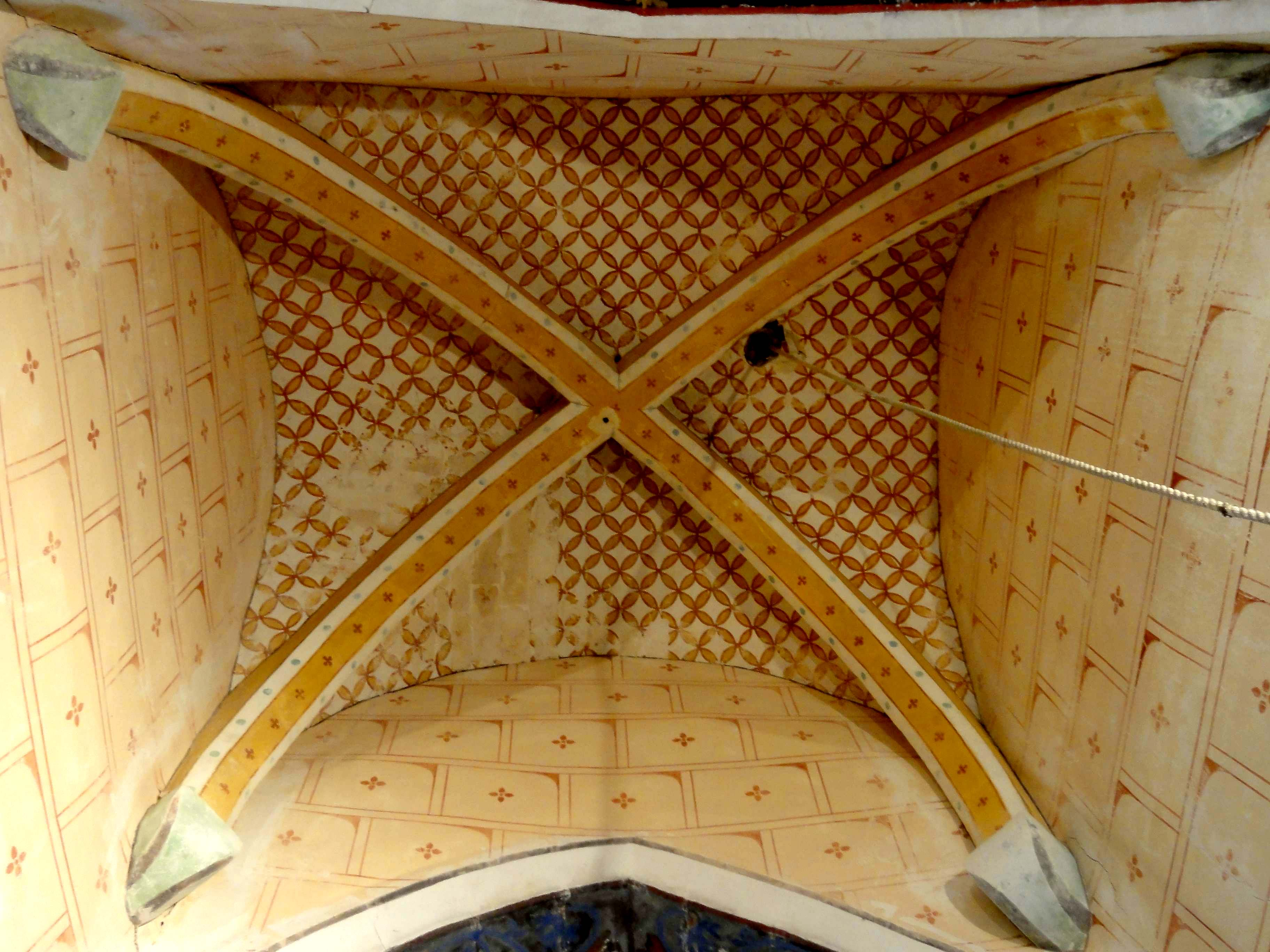
Voûte d'ogives.
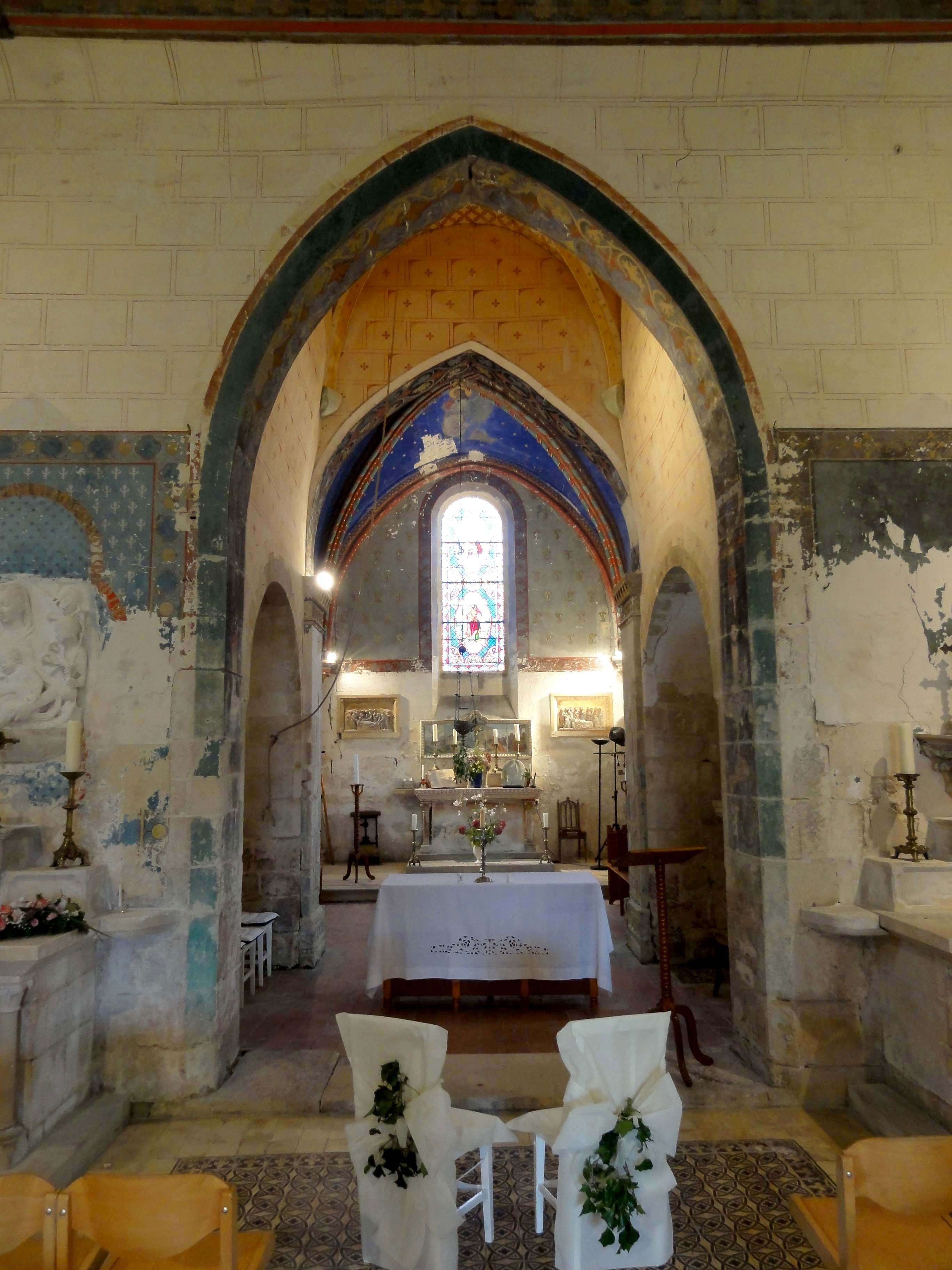
Vue depuis la nef.
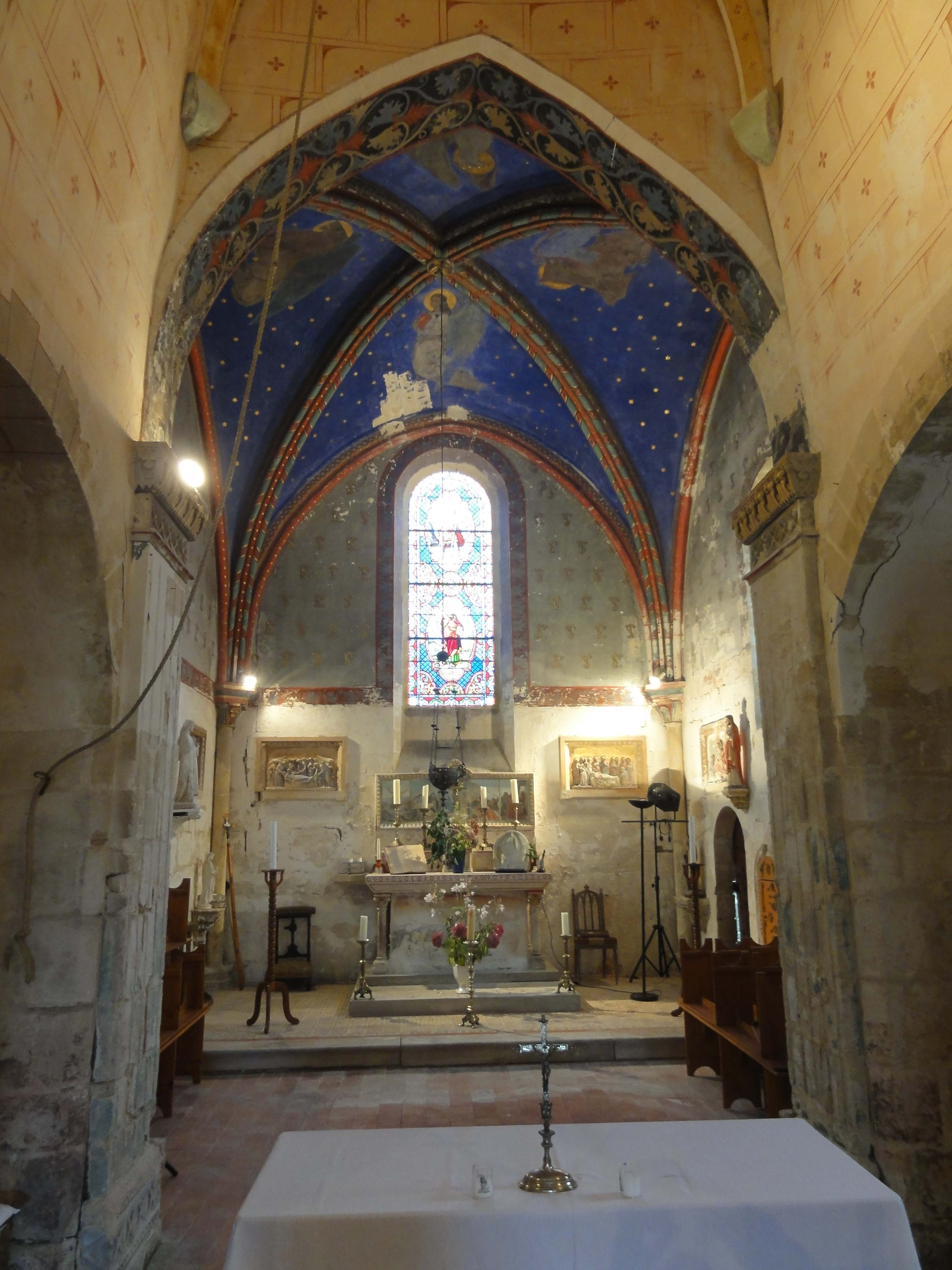
Vue vers l'est.
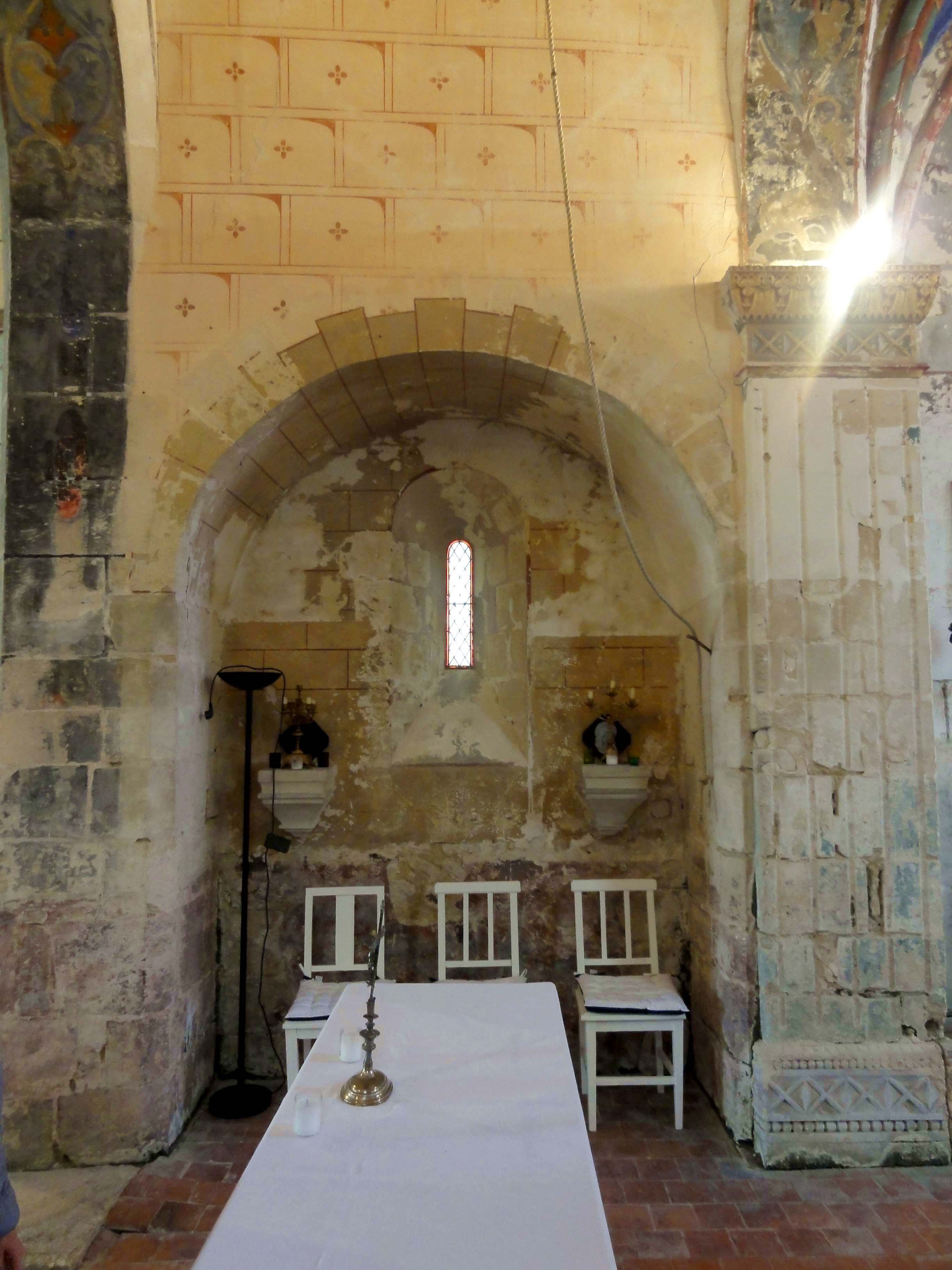
Vue vers le nord.
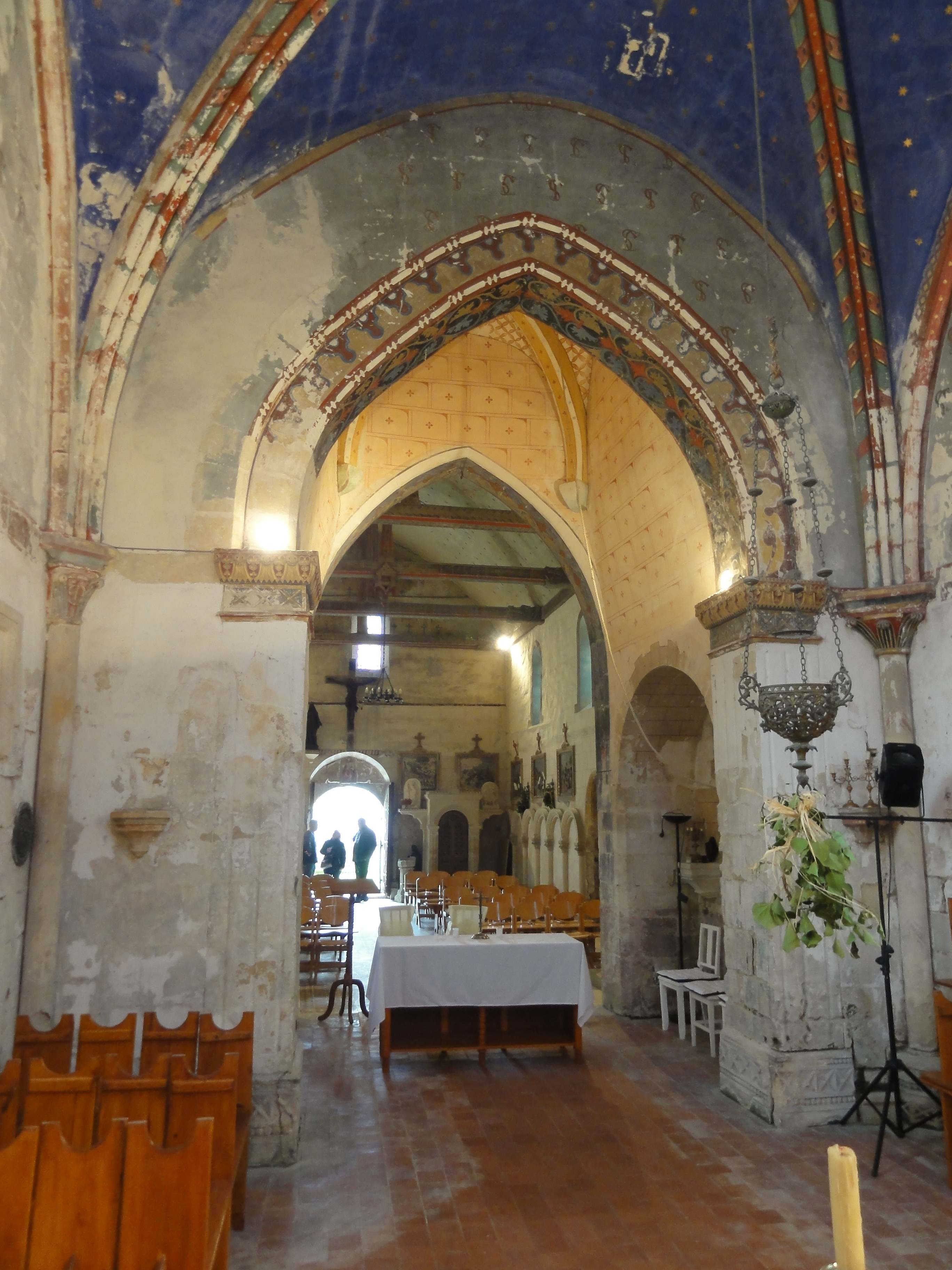
Vue depuis le chœur.

#### Chœur

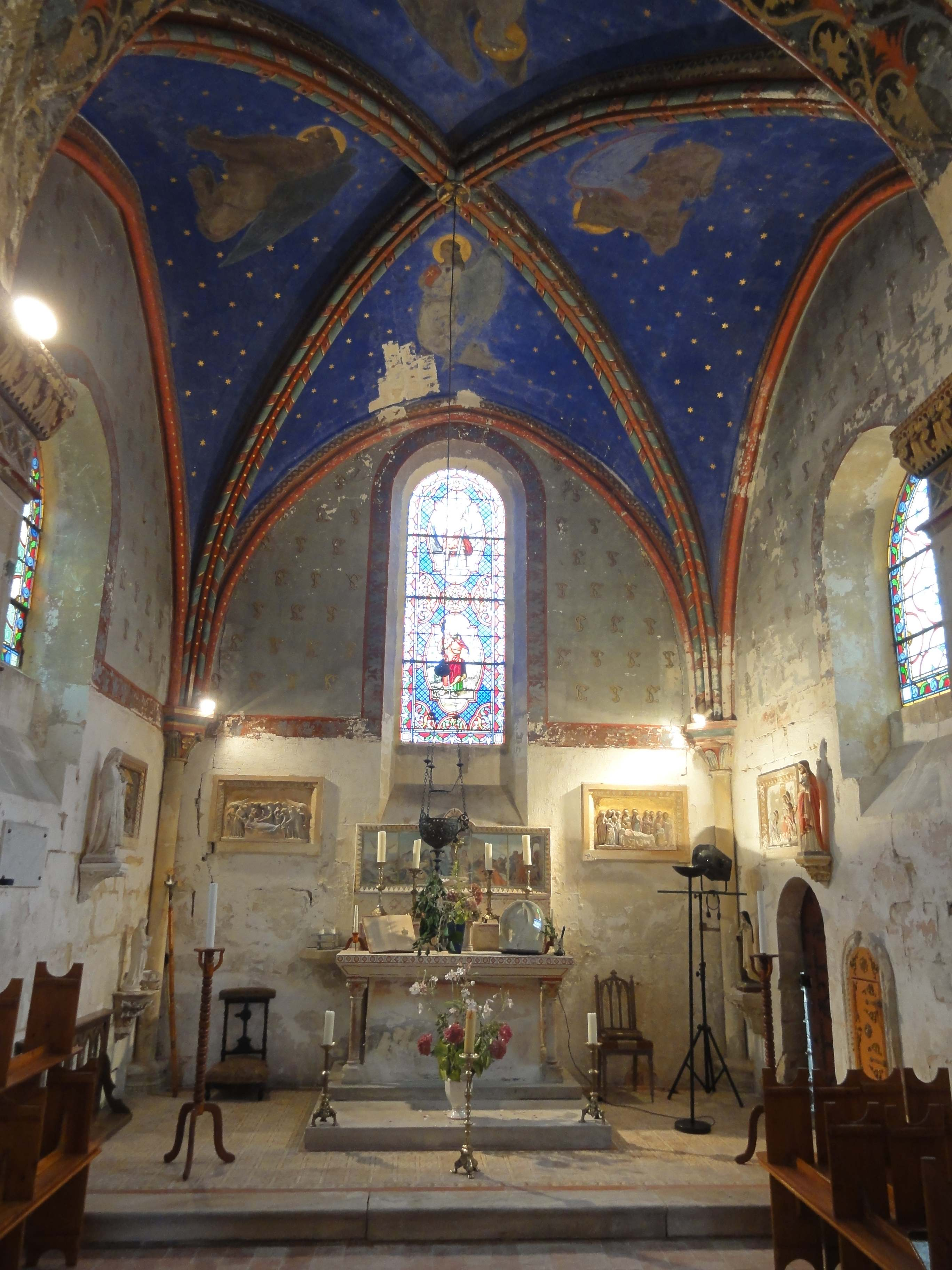
Vue vers l'est.

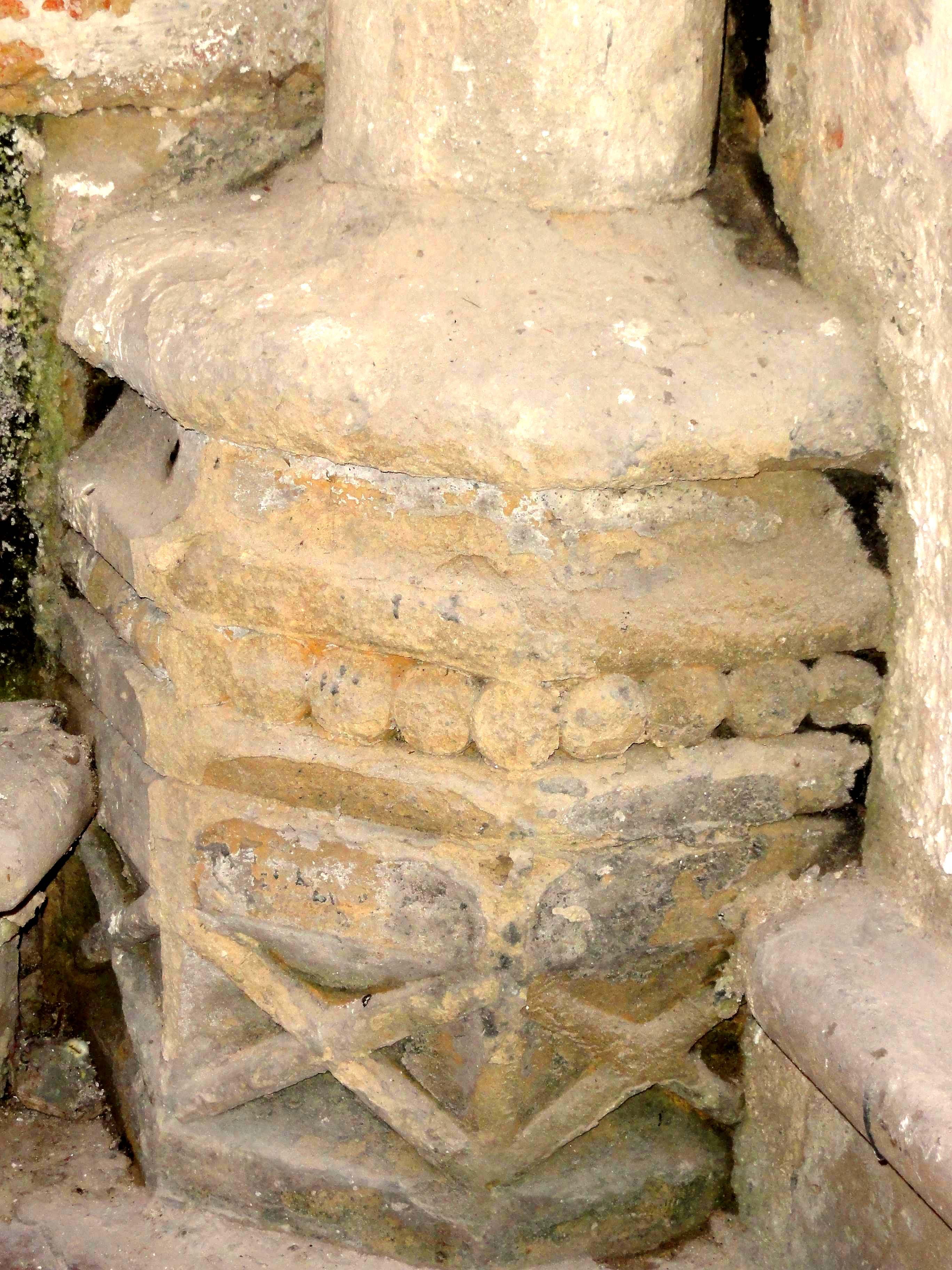
Base et socle.

On peut considérer comme faisant partie de la seconde travée du chœur, l'arcade orientale de la base du clocher, qui retombe sur des impostes sculptées, et dont les piédroits sont gravés de cannelures. Comme déjà évoqué, Eugène Müller considère ce décor comme roman, et non comme néo-renaissant. Pourtant, les feuilles entablées des impostes évoquent les corniches du XIIIe siècle, et les chutes de fleurs dans les intervalles, l'art baroque. Seules les dents de scie qui les terminent inférieurement sont proprement romanes. Sous les impostes figure un rang d'étoiles à quatre branches rappelant la tablette au niveau des baies du second étage du clocher. Le même motif revient sur les panneaux qui habillent les bases des piédroits, où il s'insère entre deux rangs ou « chapelets de besants », comme les voit le chanoine Müller. La présence des étoiles à quatre branches ici ne s'explique pas par l'appartenance à la même campagne de construction que le clocher, car elles apparaissent également sur les socles des colonnettes de la seconde travée du chœur, tout comme par ailleurs les besants, alors que cette travée est clairement identifiée comme gothique. L'hypothèse d'une création des restaurateurs du XIXe siècle s'impose, puisque les arcatures plaquées de la nef donnent le ton, et annoncent l'absence de tout souci d'authenticité. Si l'on peut accepter l'hypothèse pour les impostes et les piédroits, ce serait difficile pour les socles, car leur partie inférieure est noyée dans le sol, et un seul socle, au nord-ouest, vient d'être entièrement dégagé. Plus probant serait donc l'hypothèse du fruit d'un remaniement à la seconde moitié du XVIe siècle, mais là encore, l'éloignement des conventions de la Renaissance pose problème.
Les bases sont constituées d'un petit tore, aujourd'hui presque disparu, et d'un gros boudin aplati, qui est d'un diamètre très largement supérieur à celui des fûts, et sculpté de griffes végétales très envahissantes, qui recouvrent la moitié du boudin, et n'épargnent que des sections en fer à cheval. Par ailleurs, les boudins font encorbellement au-dessus des socles. Ceux-ci sont à trois pans. Ils se composent, du haut vers le bas, d'un cavet, d'un rang de besants entre deux filets, et d'étoiles à quatre branches, analogues à celles du clocher. C'est ce motif qui est noyé dans le sol du XIXe siècle. Dans ce contexte, il convient de signaler le pourtour du placard mural côté sud, qui est constitué d'un rang de besants entre deux filets, et d'un rang de dents de scie, comme en bas des impostes de l'arcade de la base du clocher. Ce décor est si fortement érodé, que l'on est tenté de le considérer comme assez ancien. Pour venir aux fûts, ils sont en délit, et en tous points conformes à l'architecture gothique. Les corbeilles des chapiteaux sont sculptées d'une feuille polylobée au milieu de la face et de feuilles nervées aux extrémités enroulées en crochets aux angles, ou de trois de ces feuilles comme unique motif. Les tailloirs accusent le même plan que les socles, et affichent au milieu le même cavet, qui est ici inversé. Pour le reste de la modénature, l'image n'est pas cohérent, faute sans doute à un grattage trop radical lors de la restauration du XIXe siècle. Plus cohérent avec l'architecture de la première période gothique que les bases et socles, et même tout à fait représentative de cette époque, est la voûte en arc brisé, aux formerets toriques et aux ogives profilées d'un filet entre deux tores. Ces nervures se partagent les tailloirs des colonnettes à chapiteaux. Le formeret fait défaut à l'ouest, mais les tailloirs lui réservent de la place, ce qui donne à penser qu'il a jadis existé, ou était au moins projeté. La clé de voûte est sculptée d'un disque arborant quatre feuilles de chêne. Sur les élévations latérales, les fenêtres s'inscrivent entièrement dans les lunettes de la voûte. Les ébrasements des baies latérales sont beaucoup moins aigus que les baies elles-mêmes.

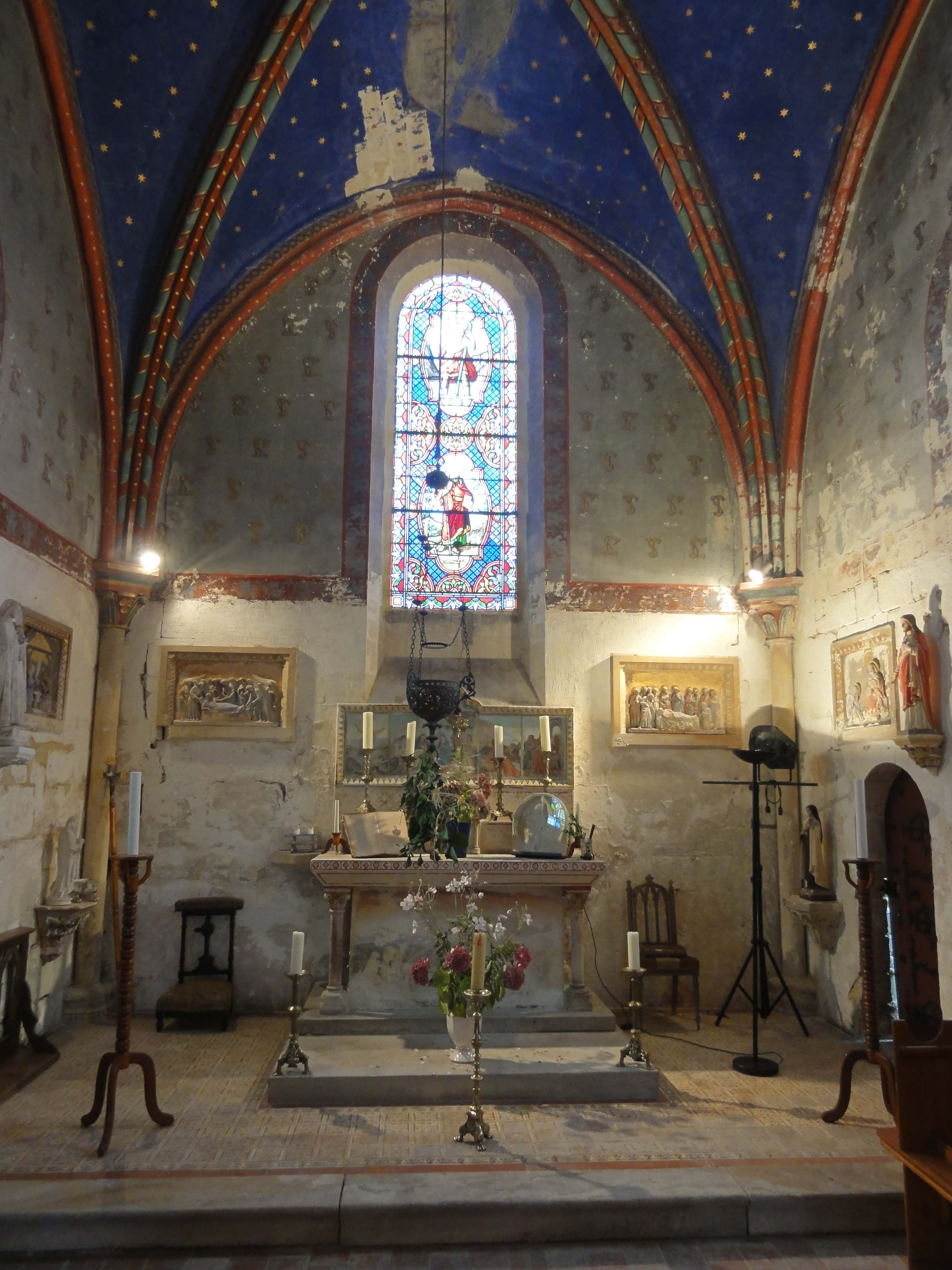
Vue sur le chevet.
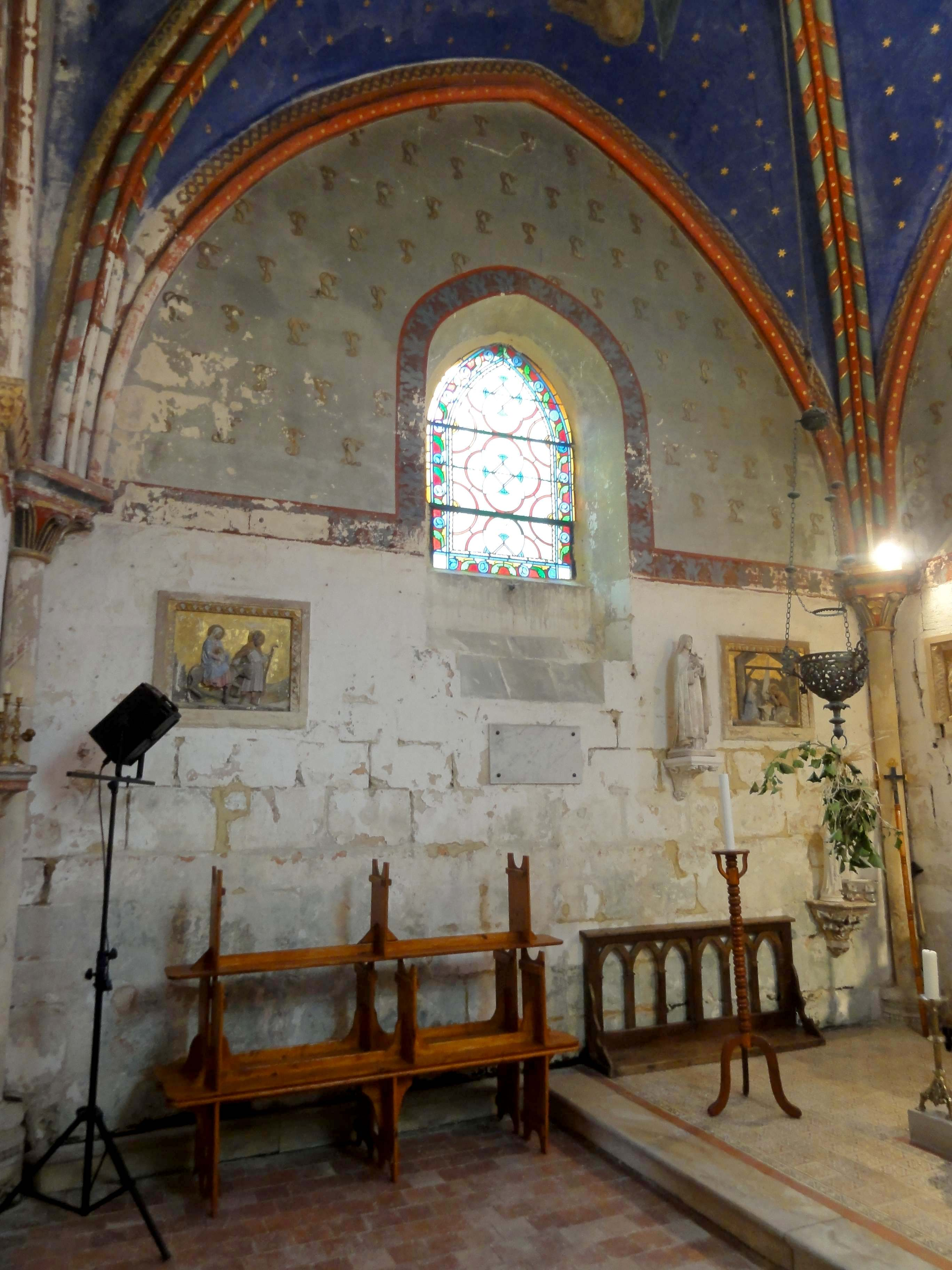
Élévation nord.
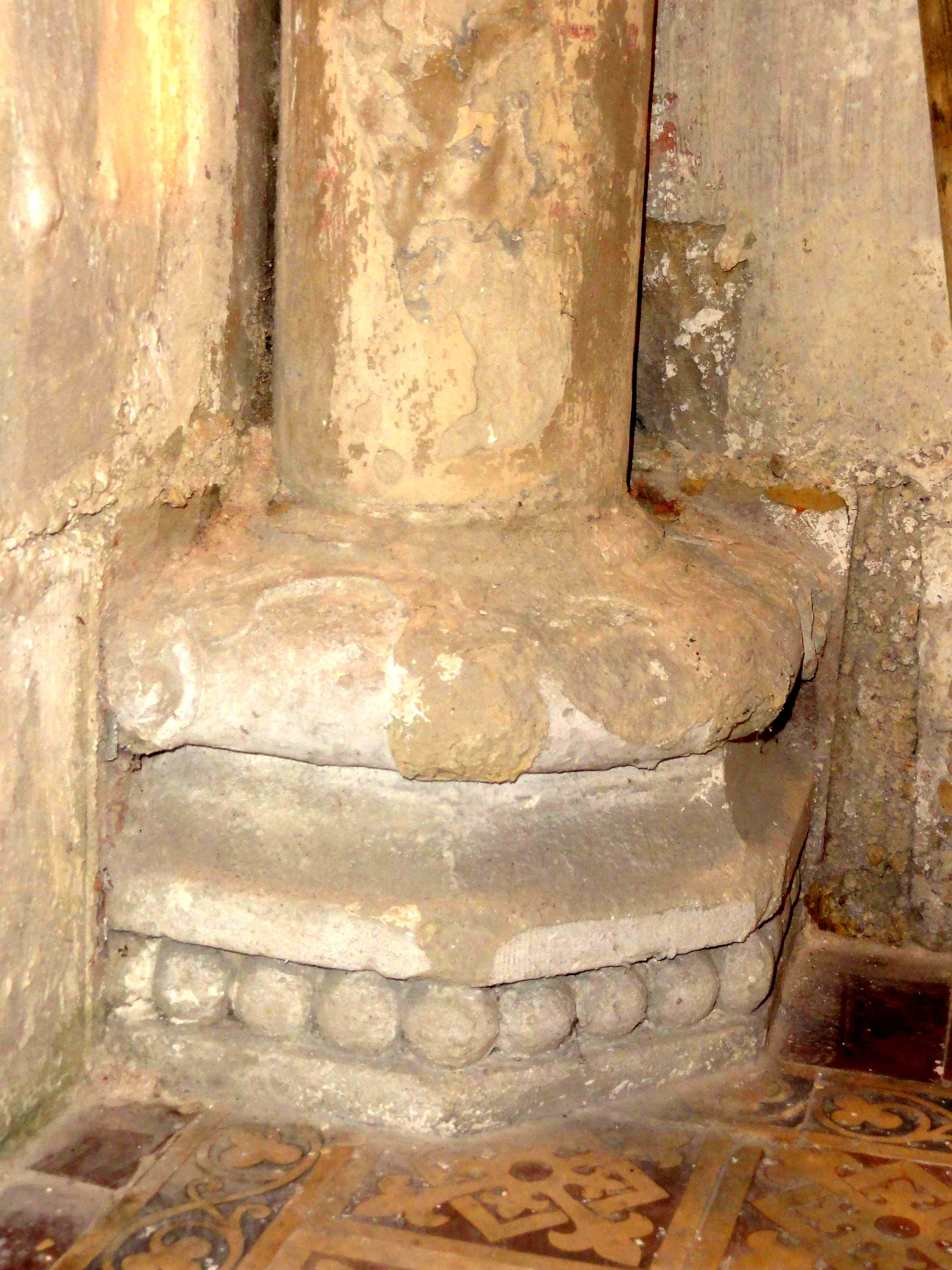
Base et socle.
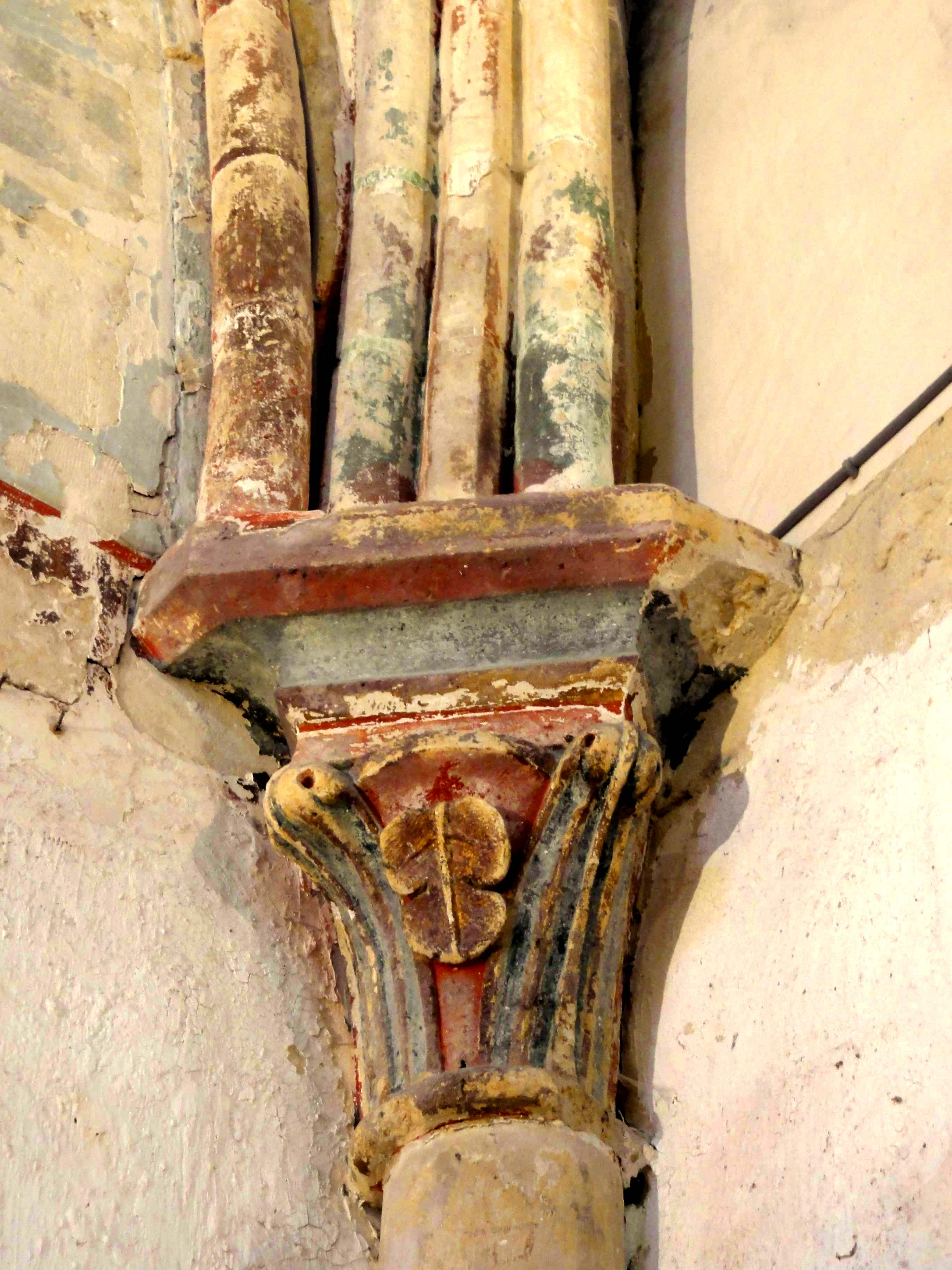
Chapiteau.
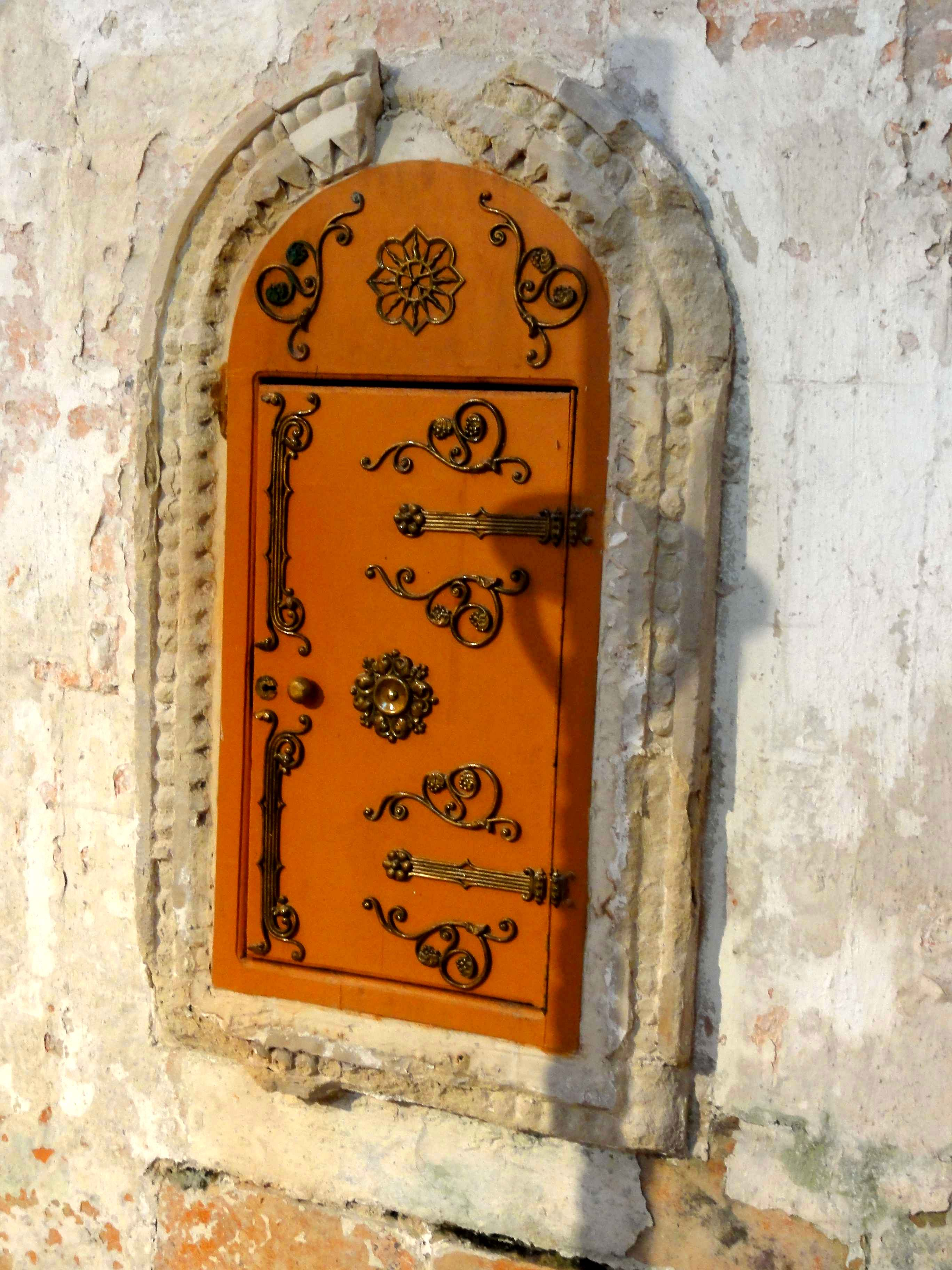
Armoire murale.
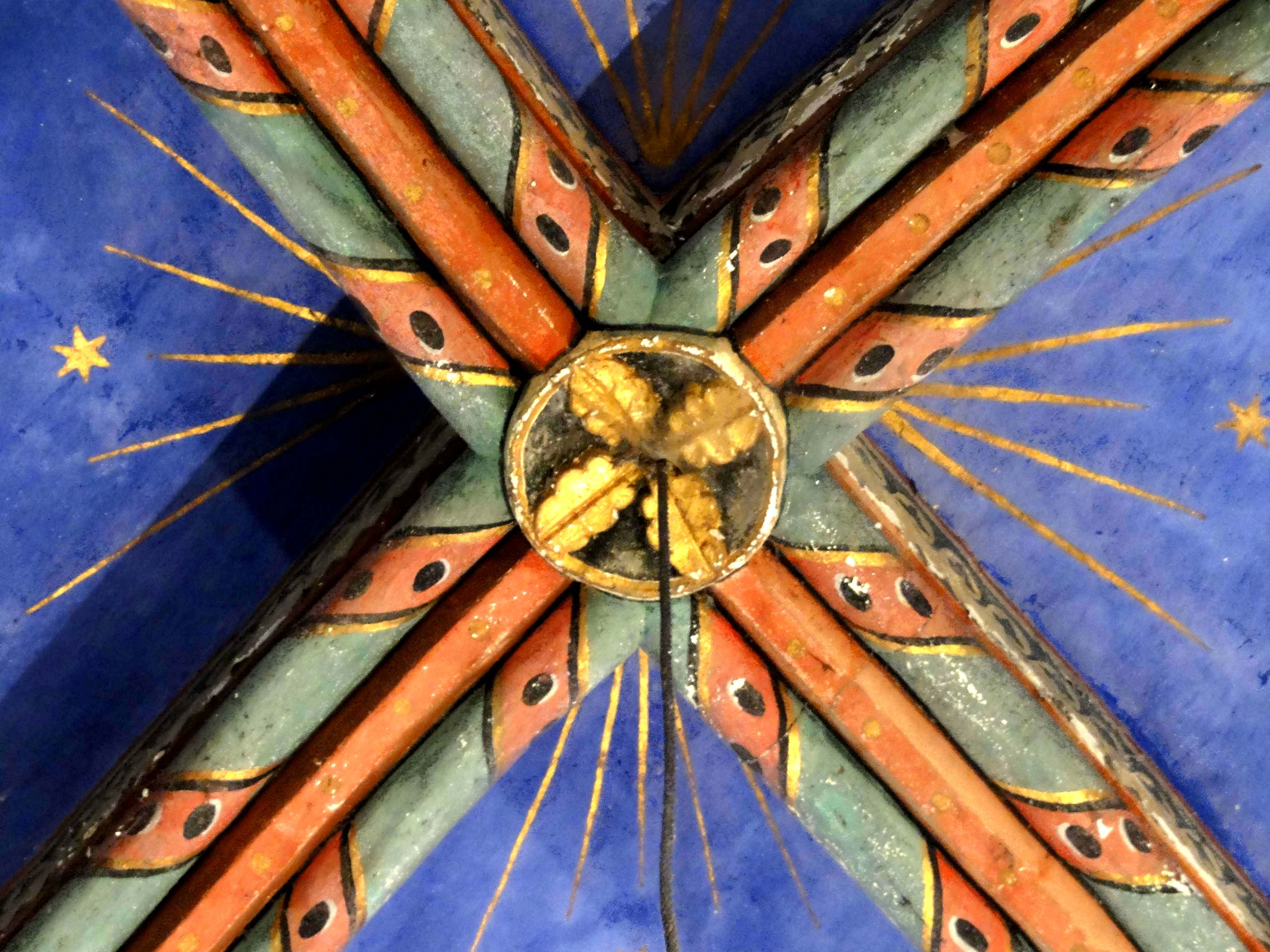
Clé de voûte.